# السلطنة المرينية
السلطنة المرينية أو المرينيون، بنو مرين أو بنو عبد الحق (باللغات الأمازيغية: ⴰⵢⵜ ⵎⵔⵉⵏ ، آيت مرين) سلالة حكمت بلاد المغرب الأقصى من القرن الثالث عشر إلى القرن الخامس عشر ميلادي، وتوسعت حدود دولتهم خارج نطاق المغرب الأقصى في عهد السلطان أبي سعيد الأول، ويوسف بن يعقوب وخاصة أيام أبي الحسن المريني، الذي ضَمَّ لدولته المغرب الأوسط والأدنى فوحد المغرب الكبير تحت رايته، مسيطرا على بلاد السوس ومعاقل الصحراء جنوبا إلى مصراتة قرب الحدود المصرية شرقا، ورندة بالأندلس شمالا، ولم يستطع المرينيون بسط سيطرتهم على كامل الأراضي التي كانت تشكل الدولة الموحدية، غير أنهم استطاعوا توحيد المغرب الأقصى والعبور إلى الأندلس للجهاد لوقف زحف ممالك إسبانيا ومكافحة القرصنة المسيحية على سواحل المغرب. ويرجع ظهورهم لوضعية بلاد المغرب الأقصى بعد كارثة معركة العُقاب سنة 609 هـ، حيث ضعف وتفتت كيان السلطة المركزية لدولة الموحدين، هذا بالإضافة إلى تفشي وباء الطاعون وهلاك الجند، فغاب الأمن في البلاد، فظهر بنو مرين على مسرح الأحداث السياسية واستطاعوا إلحاق الهزيمة بالجيش الموحدي الذي أعده والي فاس لحربهم في أول صدام لهم مع الموحدين، ثم تفاقم خطرهم، وازدادت قوتهم، فاستطاعوا القضاء على الدولة الموحدية والجلوس في مكانها بعد قضائهم على الموحدين في مراكش سنة 668 هـ/ 1269 م،  واتخذوا من مدينة فاس عاصمة لهم. وأول سلطان لهم هو يعقوب بن عبد الحق. وحمل المرينيون مهمة الجهاد في الأندلس، وحازوا على مجموعة من المدن الأندلسية، وعلى عهد السلطان يعقوب بن عبد الحق وصل عددها 53 ما بين مدن وحصون، زيادة على 300 من القرى والبروج، أبرزها الجزيرة الخضراء وطريف وملقة وقمارش ورندة، تنازل ولده السلطان يوسف بن يعقوب عن الكثير منها مكتفياً بطريف والجزيرة الخضراء.
وتميزت دولة بنو مرين عن بقية الدول التي سبقتها في حكم المغرب كونها لم تصل إلى الحكم تحت شعار فكرة دينية كما فعل المرابطين والموحدين، فقد اعتمد بنو مرين على قوتهم العددية وتنظيماتهم القبلية، المكونة من قبائل زناتة، والمتحالفة لاحقا مع القبائل العربية، الذين شكلوا أساس جهاز مخزنها. مما أعطى هامشاً كبيراً للإبداع والتطور الفكري والحضاري، فأطلق بنو مرين للناس حرية الاعتقاد والتمذهب، فعاد المذهب المالكي إلى الظهور قوياً كما كان أيام المرابطين، بعد أن نبذ وحارب الموحدون الفروع والتقليد، وقرَّب المرينيون الأشراف الأدارسة وبجلوهم بظهائر التوقير والاحترام، وأعادوا بناء ضريح مولاي إدريس وإحياء الاحتفالات بالمولد النبوي. كما قرَّبَ المرينيون العنصر اليهودي الفارّ من الأندلس. وعرفت الدولة المرينية تطورا عمرانيا وثقافيا، فبنى المرينيون مدن جديدة كفاس الجديد وتطوان والمنصورة بالمغرب والبُنيَّة بالأندلس، كما اهتموا ببناء المدارس والمارستانات والمساجد والأربطة والمؤسسات الوقفية المختلفة. واستحدث المرينيون نظم إدارية وعسكرية، كمشيخة الغزاة، وبرز في عصرهم كبار الرحالة أمثال ابن بطوطة، وابن رشيد السبتي، والعبدري، والتجيبِي، والبلوي وأحمد زروق، حيث حرص المرينيين على تمتين الوحدة الإسلامية مع المشرق عن طريق هذه الرحلات. واحتضنت عاصمتهم فاس كبار المؤرخين والأدباء والعلماء أمثال لسان الدين بن الخطيب وابن خلدون وابن البناء المراكشي.

## تاريخ

### خلفية
ينحدر المرينيون من بني واسين الزناتية، واستقروا في المناطق الشرقية والجنوب الشرقي من المغرب الأقصى، وكانوا من البدو الرُحَّل في مطلع القرن السابع الهجري الثالث عشر ميلادي يرعون الغنم والإبل في القفار بين منطقة فكيك وملوية (الجهة الشرقية حاليا). وكانوا يتعمقون في المغرب الأقصى ويصعدون إلى التلال والأرياف، ويبلغون جهات كرسيف إلى وطاط حيث بقايا قبيلة زناتة الأولى التي يأنسون إليها، مثل مكناسة بجبال تازة وبني يرنيان من مغراوة أعالي ملوية، حيث يجمعون الكلأ بين المربع والمصيف ويعودون لمواقعهم.
وخلال تزعم محيو بن أبي بكر لبني مرين، شهدوا معركة الأرك وقاتلوا في صفوف الموحدين في عهد السلطان أبو يوسف يعقوب بن يوسف المنصور، وأصيب زعيمهم محيو بن أبي بكر في تلك الغزوة وهلك على إثرها سنة 592هـ - 1195م. وترك خلفه من الأولاد عبد الحق ووسناف ويحياتن. وكان عبد الحق أكبرهم فتزعم القبيلة، ويقول ابن خلدون في ذلك: «وكان خير أمير عليهم قياماً بمصالحهم وتعففاً عما في أيديهم وتقويماً لهم على الجادة ونظراً في العواقب واستمرت أيامهم». كان الخلفاء الموحدين يعينون الأشياخ كعمال لتسيير المناطق البعيدة عن السلطة المركزية في مراكش، أبرزهم شيوخ تينمل بالأطلس وشيوخ هنتاتة بتونس. وكان هؤلاء الأشياخ معروفين باتجاههم المحافظ والمتشبث بالمهدوية وفكرها التومرتي لمؤسس الدولة عبد المؤمن الموحدي، فعندما أقدم الخليفة إدريس المأمون بحركة إصلاحية تتبرأ بعقيدة المهدي، أعلن حاكم إفريقية أبو زكرياء يحيى إسقاط الدعاء باسم الخليفة المأمون في خطب الصلاة، لأن شرعية السلطة السياسية وإمارة المؤمنين، حسب اعتقادهم، لا تستقيم إلا بالانتماء إلى المهدوية التومرتية. ولما علم المرينيون بالتحالف بين الخليفة الحفصي الجديد والعبد الواديين حاكمي تلمسان ضد السلطة الموحدية بمراكش، أسرعوا إلى مبايعة الخليفة الحفصي.
بعد تقلص الرقعة الجغرافية والسلطة الفعلية للإمبراطورية الموحدية على شمال أفريقيا والأندلس، شهد النصف الأول من القرن الثالث عشر ميلادي تقسيما جديدا للغرب الإسلامي، ظهرت أربع قوى إسلامية جديدة، حيث انفصل الحفصيون بالمغرب الأدنى، واستولى بنو عبد الواد على المغرب الأوسط، بينما استقر الأمر فيما تبقى من الأندلس المسلمة لبني الأحمر، بعدما استولى على معظم الجزيرة الإيبيرية القشتاليون والكتلانيون والبرتغاليون، في حين كان المرينيون يمهدون الطريق نحو إقامة دولتهم.

### المرينيون في المغرب

#### انتشار بني مرين
بعد معركة العُقاب سنة 609 هـ ومقتل الخليفة محمد الناصر رابع خلفاء الموحدين سنة 610 هـ، تولى الأمر من بعده ابنه يوسف المستنصر، الذي كان لا يزال غلاماً لم يبلغ الحلم. فضعف نفوذ الموحّدين وضاعت معها الثغور. وفي سنة 610 هـ / 1213م أقبل بنو مرين على عادتهم ودخلوا المغرب فوجدوا أحواله قد تبدلت، فاغتنموا الفرصة فشرعت القبائل المرينيّة في التوسّع في الريف وفي الغرب، ووضعوا أنفسهم مؤقّتًا تحت السلطة الاسميّة للحفصيّين، بعد أن دعا أهل مكناس عند فتحها إلى مبايعة الحفصيين، وقد افادتهم هذه الخطة حيث هادن الحفصيون المرينيين وأمدوهم بالسلاح. فأرسل الخليفة المستنصر أبا علي بن وانودين على رأس الجيش الموحدي من مراكش إلى حيث تجتمع جيوش الموحدين بفاس. وأوعز إليه أن يخرج لغزو بني مرين وأمره أن يثخن ولا يستبقي، حسب قول ابن خلدون. فالتقى الجمعان بوادي نكور فانتصر بنو مرين تحت قيادة عبد الحق بن محيو وولّى الموحدين مُدْبِرِينَ إلى تازة وفاس، وانظمت للمرينيين القبائل القريبة لهم في النسب، فتحالفوا معهم من أجل قتال قبائل رياح من بني هلال، المناصرين للموحدين للعهد الذي بينهم حيث وطنهم المنصور بذلك القطر، بالإضافة لبني عسكر أبناء عمومة بني مرين، الذين انضموا إلى الموحدين، وجرت حروب دموية سنة 614 هـ / 1217م، انتهت بسقوط زعيم بنو مرين الأمير عبد الحق محيو وكبير أولاده إدريس. فأقسم بنو مرين الأخذ بالثأر، واستأنفوا القتال حتى انتصروا عليهم وشردوهم. وبايع بنو مرين موضع عبد الحق محيو ابنه الأمير أبا سعيد عثمان، وسار على رأس جيش فأخضع عدة مدن وحصون وفرض عليها اتاوة سنوية. وزاد تفكك الدولة الموحدية، حيث ظهر مدعي النبوة ابن أبي الطواجين وقتل أتباعه المتصوف عبد السلام بن مشيش. وفي العام 639 هـ / 1242م سيّر عبد الواحد الرشيد خليفة الموحِّدين جيشاً لقتال بني مرين، فهُزِم الموحِّدون هزيمة شنيعة، واستولى المرينيون على معسكرهم. وتوفي الرشيد في العام التالي، فخلفه أخوه أبو الحسن السعيد، الذي اعتزم القضاء على بني مرين، فسيّر جيشا كبيرا لقتالهم سنة 642 هـ - 1244 م، واشتبك مع بني مرين في موقعة هائلة، هُزِم فيها بنو مرين، وقُتِل أميرهم أبو معروف محمد بن عبد الحق، وشكلت ضربة شديدة هزّت عزائم المرينيين. وانضمت قبائل بنو هلال إلى جانب المرينيين، كقبائل الخلط وبني جابر وبني زغبة وبني سفيان وسويد وبني سليم وبني عامر وبعض بني رياح، بالإضافة لبعض بني معقل، فاعتمد المرينيون كثيرًا على العنصر العربي في تكوين مؤسستهم الحربية. وبذلك حارب المرينيون ككتلة قبلية وليس كدولة، لدرجة أن الصراع المريني الموحدي تحول إلى صراع بين القبائل العربية (المتحالفة مع زناتة) والبربرية (مصمودة). ولم يكترث بنو عبد الواد للقرابة الاثنية والدموية التي تجمعهم بمني مرين، حيث قاتلوا في صفوف الموحدين ضد بني عمومتهم.

#### إنشاء الدولة

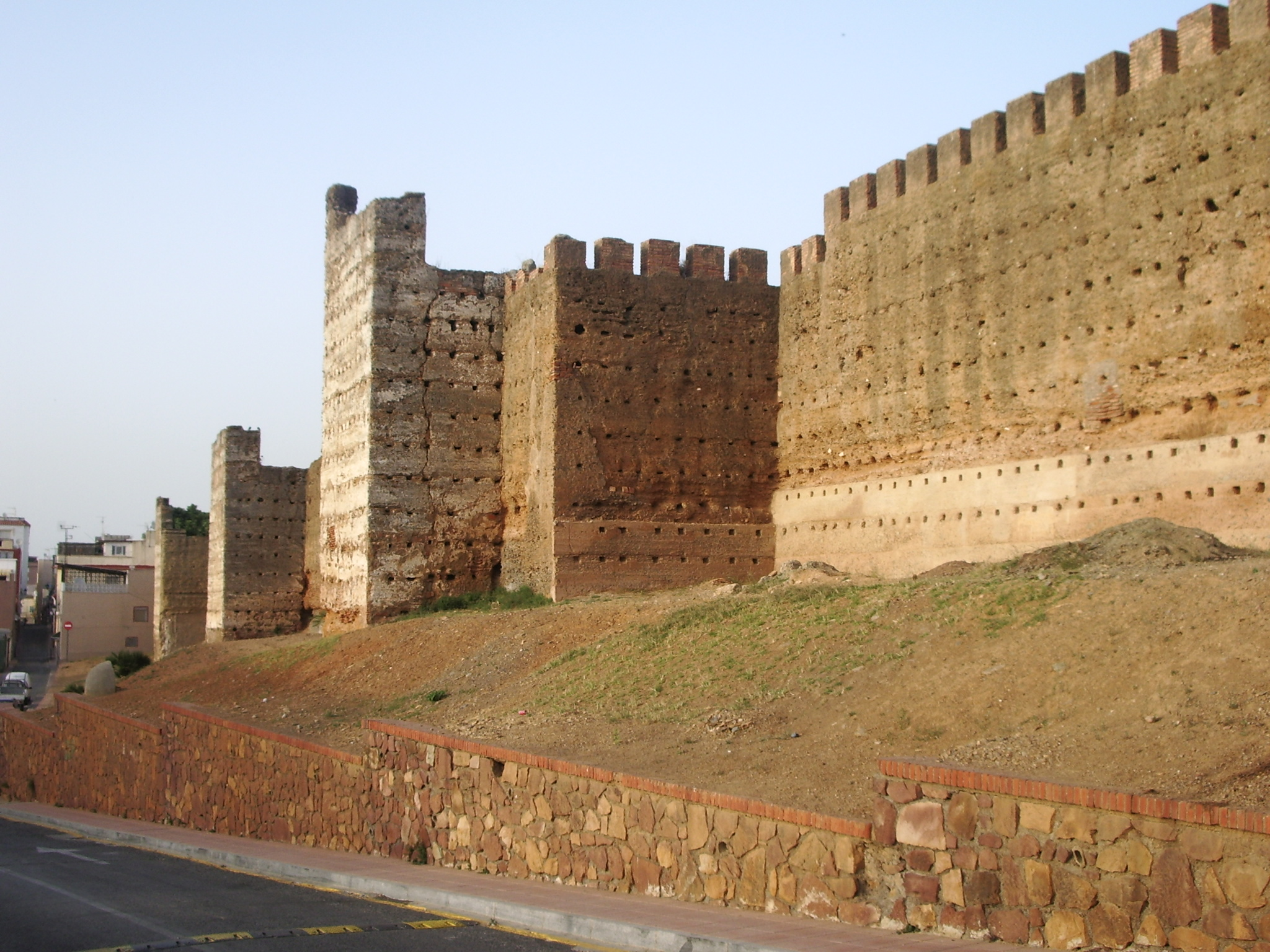
بقايا أسوار مرينية في مدينة سبتة.

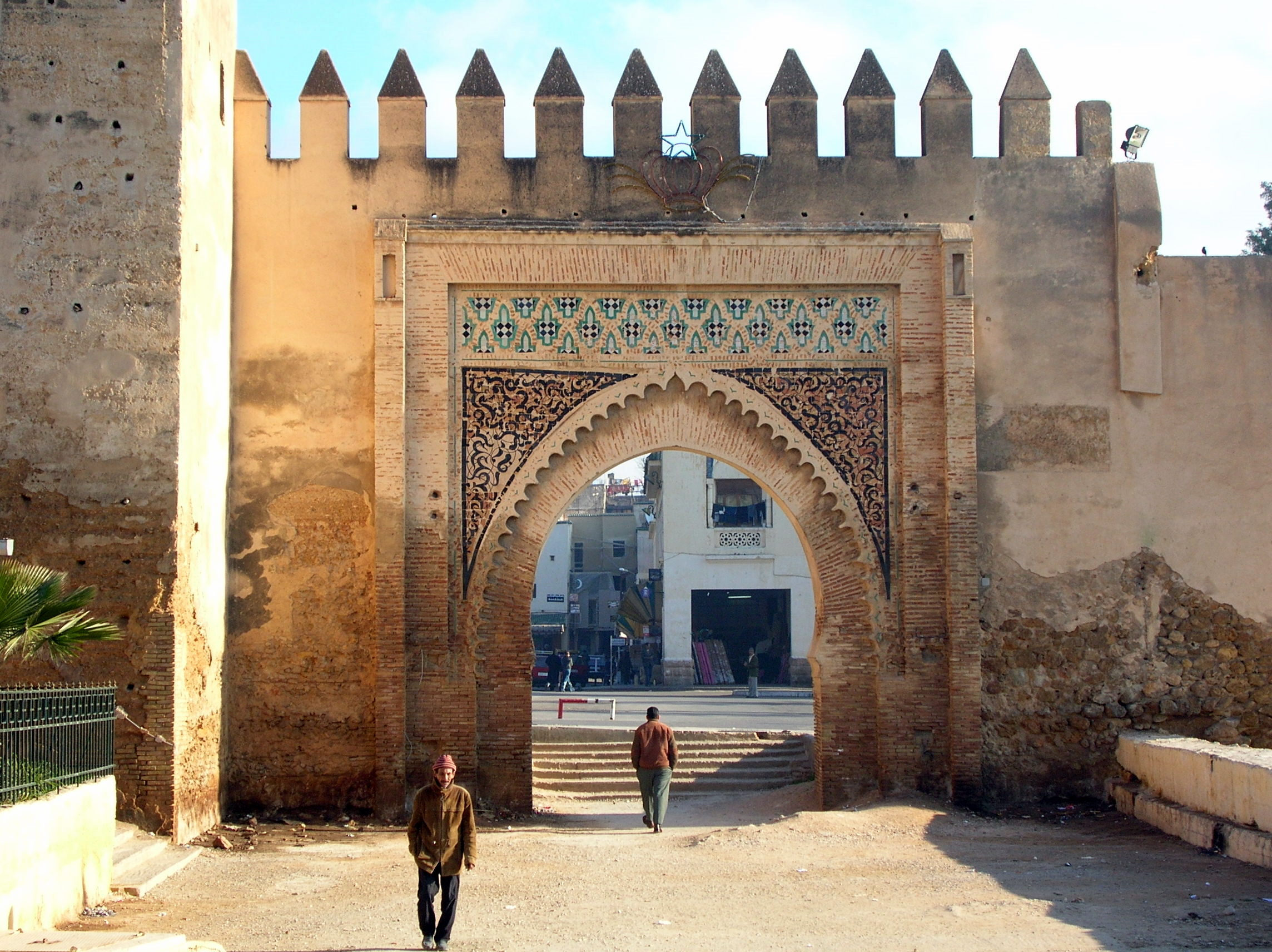
باب الأمر شيده المرينيون سنة 1276م كمدخل غربي لفاس الجديد.

تولّى إمارة بني مرين بعد مقتل أبي معروف، أخوه أبوبكر بن عبد الحق الملقّب بأبي يحيى، الذي رفع شأن بني مرين فأصبح لهم دولة منظمة، بجيش منظم وأصدر القوانين وقسم بلاد المغرب وقبائله وأقطع كلاً منهم ناحية. واستولى جنده على مكناسة سنة 643 هـ، ثم زحفوا على فاس واستولوا عليها بعد حصار شديد سنة 648 هـ - 1250م، وكان سقوط فاس أعظم ضربة أصابت دولة الموحِّدين. ولما رسخت قدم يعقوب بن عبد الحق بالمغرب واتسع سلطانه وقطع دعوة الحفصيين. واستمرّ التوسّع المرينيّ في عهد أبي يحيى بين 1244 - 1258م، وبشكل خاصّ في عهد أبي يوسف يعقوب، الذي نجح في استبعاد إدريس الواثق آخر خليفة موحّديّ، واحتلّ مرّاكش. وعرّف السلطان الجديد أبو يوسف عن نفسه بأنّه أمير المسلمين، وهو نفس اللقب الذي اعتمده المرابطون في السابق.
وفي سنة 655هـ/1255م غدر عامل سجلماسة محمد القطراني بالموحدين وانحاز إلى الأمير أبا يحيى بن عبد الحق المريني وساعده على احتلال سجلماسة مقابل تعيينه واليا عليها. فتعاظم أمر القطراني بعد ذلك وكثر أتباعه وازدادت قوته، وجاءه خبر موت الأمير أبي يحيى المريني سنة 656هـ/1256م، فثار القطراني على الدولة المرينية وانفرد بالحكم على سجلماسة، واعتذر من السلطان الموحدي المرتضى وقدم له طاعته وولائه بشرط استقلاله في سجلماسة فوافقه المرتضى، وأرسل له القاضي ابن حجاج، وعدد من الجند، وسيدا من الموحدين ليقيم في سجلماسة من غير أن يحكم. واتفق المرتضى مع القاضي ابن حجاج وقائد الجند على القطراني وقتلوه بالحيلة.
بعد أن تم للسلطان يعقوب بن عبد الحق إخضاع معظم أجزاء المغرب وأنهى دولة الموحدين، بقيت سبتة وطنجة وسجلماسة خارجة عن حكمه وسلطته، فقرر إخضاعهم قبل أن يبدأ بمهمة الجهاد في الأندلس. وبعد عودته من حصار تلمسان، توجه لحصار طنجة التي كانت تحت حكم العزفيين وحاصرهم مدة ثلاثة أشهر، واقتحموها سنة 672هـ/1273م بعد استسلام بعض جنودها بعد خلاف وقع بينهم. وبعد فك الحصار على طنجة أرسل ولده الأمير يوسف إلى سبتة فحاصرها، ولكنها استعصت وصمدت، فثم التوقيع على معاهدة صلح بين الأمير أبي العباس العزفي والسلطان المريني بشرط أن يحتفظ الأول بحكم سبتة واستقلال العزفيين فيها لقاء خراج سنوي يؤديه إلى السلطان المريني.

#### الأوج
في عام 1276، أسسوا مدينة فاس الجديد، والتي جعلوها مركزهم الإداري والعسكري.  كانت فاس مدينة مزدهرة في عهد الموحدين، حتى أنها صارت أكبر مدن العالم خلال ذلك الوقت، إلا أن فاس وصلت إلى عصرها الذهبي في فترة المرينيين، وهي الفترة التي شهدت بداية السرد التاريخي الرسمي للمدينة. يعود تاريخ شهرة فاس كمركز فكري مهم إلى حد كبير إلى فترة المرينيين، حيث أسس المرينيون أول المدارس الدينية في المغرب هناك خلال ذلك الوقت.
وعلى الرغم من الحروب الداخلية، بادر أبو سعيد عثمان الثاني (حكم من 1310 إلى 1331) إلى تنفيذ مشاريع بناء ضخمة في مختلف أنحاء البلاد. فتم بناء العديد من المدارس الدينية، وكانت مدرسة العطارين أشهرها. وكان بناء هذه المدارس ضروريًا لإنشاء طبقة بيروقراطية تابعة، من أجل تقويض المرابطين و الاشراف.
في ذروة قوتهم، أثناء حكم أبو الحسن علي (1331-1348)، كان جيش المرينيين كبيرًا ومنضبطًا. كان يتألف من 40.000 فارس من زناتة، بينما ساهم البدو العرب في سلاح الفرسان وكان الأندلسيون من ضمن الرماة. كان الحرس الشخصي للسلطان يتألف من 7000 رجل، وشمل عناصر مسيحية وكردية وسودانية. في عهد أبو الحسن، جرت محاولة أخرى لإعادة توحيد المغرب. في عام 1337، تم غزو مملكة تلمسان الزيانية، تلاها في عام 1347 هزيمة الدولة الحفصية في إفريقية، مما جعله سيدًا لإقليم ضخم، امتد من جنوب المغرب الحالي إلى طرابلس. ومع ذلك، في غضون العام التالي، أدت ثورة القبائل العربية في جنوب تونس إلى فقدانهم لأراضيهم الشرقية. وكان المرينيون قد عانوا اصلا من هزيمة ساحقة على يد التحالف البرتغالي القشتالي في معركة طريف في عام 1340، فخسروا افريقية واضطروا في النهاية إلى الانسحاب من الأندلس. (ذكر ذلك في جزء الاندلس اسفلا)
وفي عام 1348، عُزل أبو الحسن على يد ابنه أبو عنان فارس، الذي حاول استعادة الجزائر وتونس. ورغم نجاحاته العديدة، فقد ثار عليه العرب عام 1357 و خنقه وزيره في عام 1358، وبعد ذلك بدأت الدولة في الانحدار.

#### الانحدار
وبعد وفاة أبي عنان فارس سنة 1358، أصبحت السلطة الحقيقية في أيدي الوزراء، في حين صار سلاطين المرينيين شكليين وخلفوا بعضهم البعض في تتابع سريع. وانقسمت البلاد وعمَّت الفوضى السياسية، مع دعم وزراء مختلفين وقوى أجنبية لفصائل مختلفة. وفي سنة 1359 نزل رجال قبيلة الهنتاتة من الأطلس الكبير واحتلوا مراكش، عاصمة أسلافهم الموحدين، والتي حكموها بشكل مستقل حتى سنة 1526. وإلى الجنوب من مراكش، حصل الصوفيون على الحكم الذاتي، وفي سبعينيات القرن الرابع عشر انفصلت أزمور تحت تحالف من التجار وزعماء العشائر العربية من بني صبيح. وإلى الشرق، عادت الدولتين الزيانية والحفصية إلى الظهور، وإلى الشمال، استغل الأوروبيون عدم الاستقرار لمهاجمة الساحل. وفي غضون ذلك، نشرت القبائل البدوية العربية المتجولة الجامحة الفوضى بشكل متزايد، مما أدى إلى تسريع انحدار الدولة.
في القرن الخامس عشر، تعرضت الدولة لأزمة مالية، وبعدها اضطر المرينيون إلى التوقف عن تمويل المرابطين والعائلات الشريفة المختلفة، والتي كانت في السابق أدوات مفيدة في السيطرة على القبائل المختلفة. توقف الدعم السياسي لهؤلاء المرابطين والشرفاء، وانقسموا إلى كيانات مختلفة. في عام 1399، استولت قشتالة على تطوان وقُتل سكانها، وفي عام 1415 استولى البرتغاليون على سبتة.
خضع حكام المرينيين بعد عام 1420 لسيطرة الوطاسيين، الذين مارسوا وصاية على العرش عندما أصبح عبد الحق الثاني سلطانًا بعد عام واحد من ولادته. ومع ذلك، رفض الوطاسيون التخلي عن وصايتهم حتى بعد أن بلغ عبد الحق سن الرشد.
في عام 1459، تمكن عبد الحق الثاني من تنفيذ مذبحة في حق أسرة الوطاسيين، وكسر سلطتهم. ومع ذلك، انتهى حكمه بوحشية حيث قُتل أثناء ثورة 1465. حيث تم إعلان محمد بن علي عمراني الجوتي، زعيم الأشراف، سلطانًا في فاس. وأطاح به في عام 1471 أبو عبد الله الشيخ محمد بن يحيى، أحد الوطاسيين الناجين من مذبحة عام 1459، ليتولى حكم المغرب. و بهذا تنتهي الدولة المرينية و تبدأ الدولة الوطاسية.
والبقاء لله وحده.

### المرينيون في الأندلس
حاول المرينيون بين سنتي 674 و741 هـ، إعادة تكرار التجربة الموحدية والمرابطية في الحضور المغربي بالأندلس، وتزامنت مساهمة المرينيين مع مرحلة انقلبت فيها موازين القوى بالبحر المتوسط الغربي لصالح المسيحيين منذ معركة العقاب، التي قال عنها ابن عذاري بأنها «كانت السبب في هلاك الأندلس». حيث ساهم القشتاليون في إنشاء مملكة غرناطة كدولة تابعة لهم، ولم يعد المغرب الأقصى قادراً على تهديد الممالك المسيحية بالأندلس، بل إنه أصبح مهدداً في عقر داره عندما نجح القشتاليون، ولو لمدة قصيرة، في السيطرة على سلا سنة 658 هـ/ 1260 م.

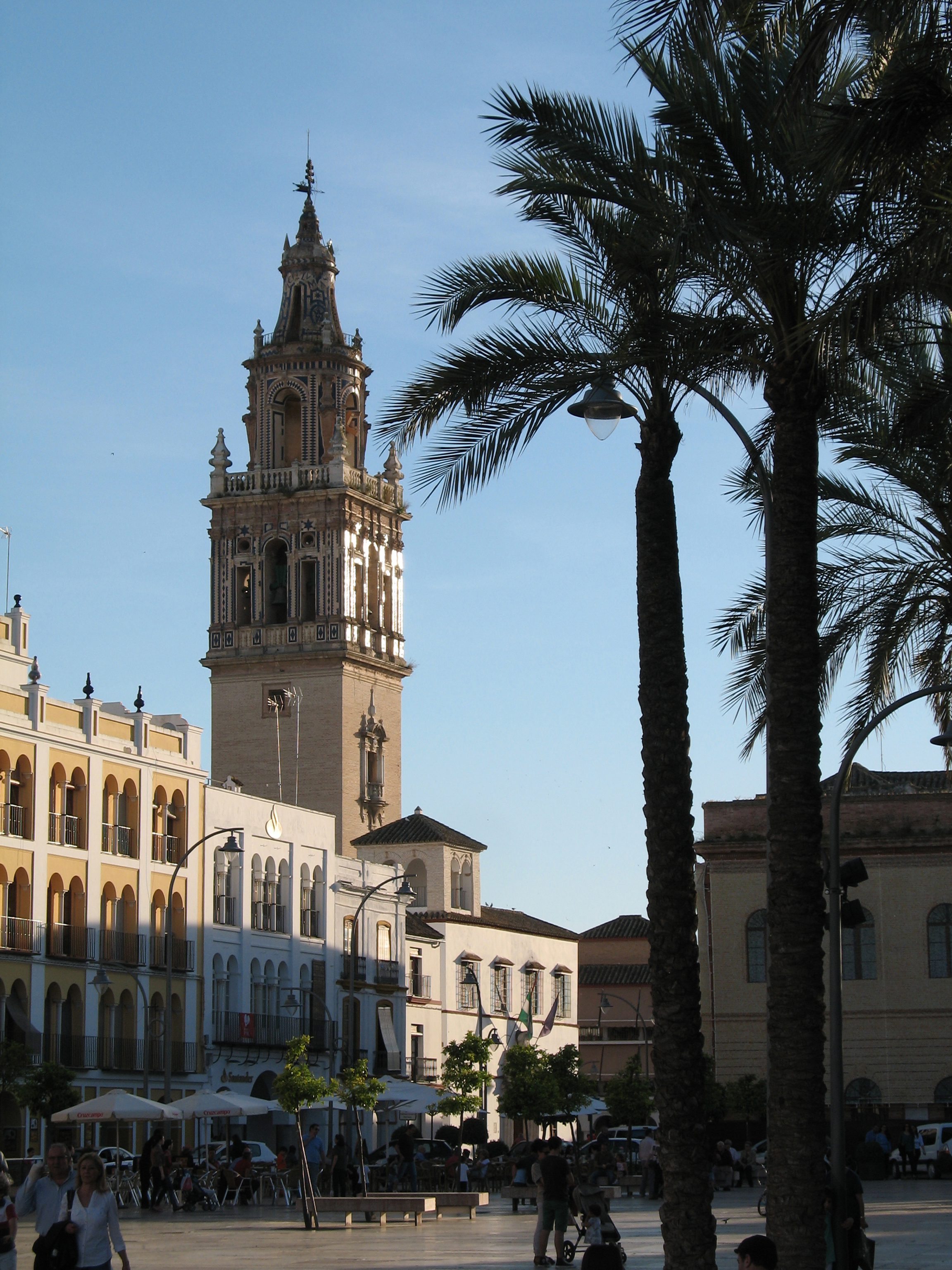
جرت أحداث معركة الدونونية قرب إستجة بين إشبيلية وقرطبة، والتي انتصر فيها المرينيون، وتعود تسمية المعركة لنونيو غونثاليس دي لارا قائد الجيش القشتالي، الذي أرسل المغاربة رأسه لأهل غرناطة يبشرونهم بالنصر.

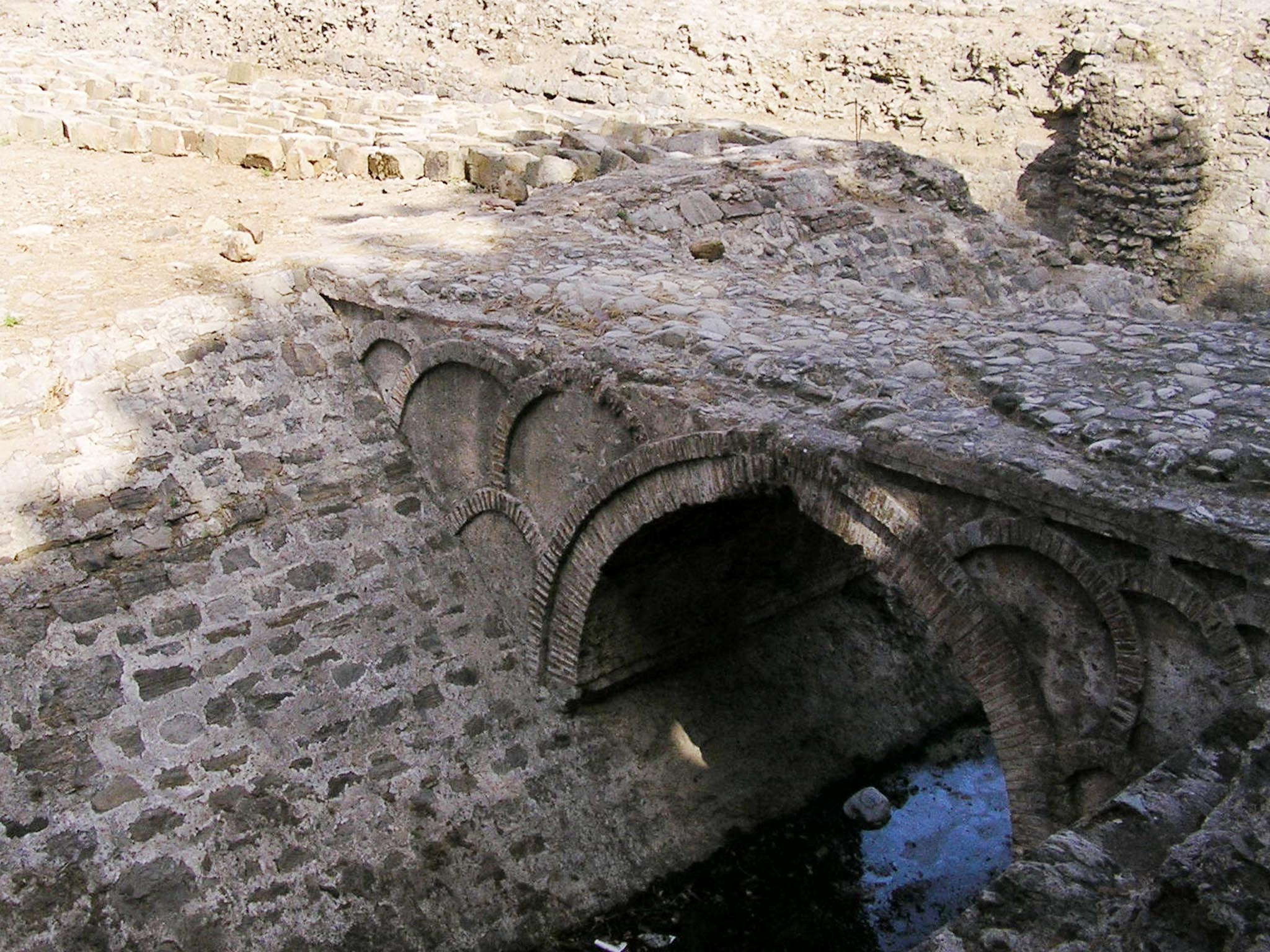
قنطرة مرينية في مدينة الجزيرة الخضراء، اكتشفت خلال عمليات تنقيب سنة 1997م.

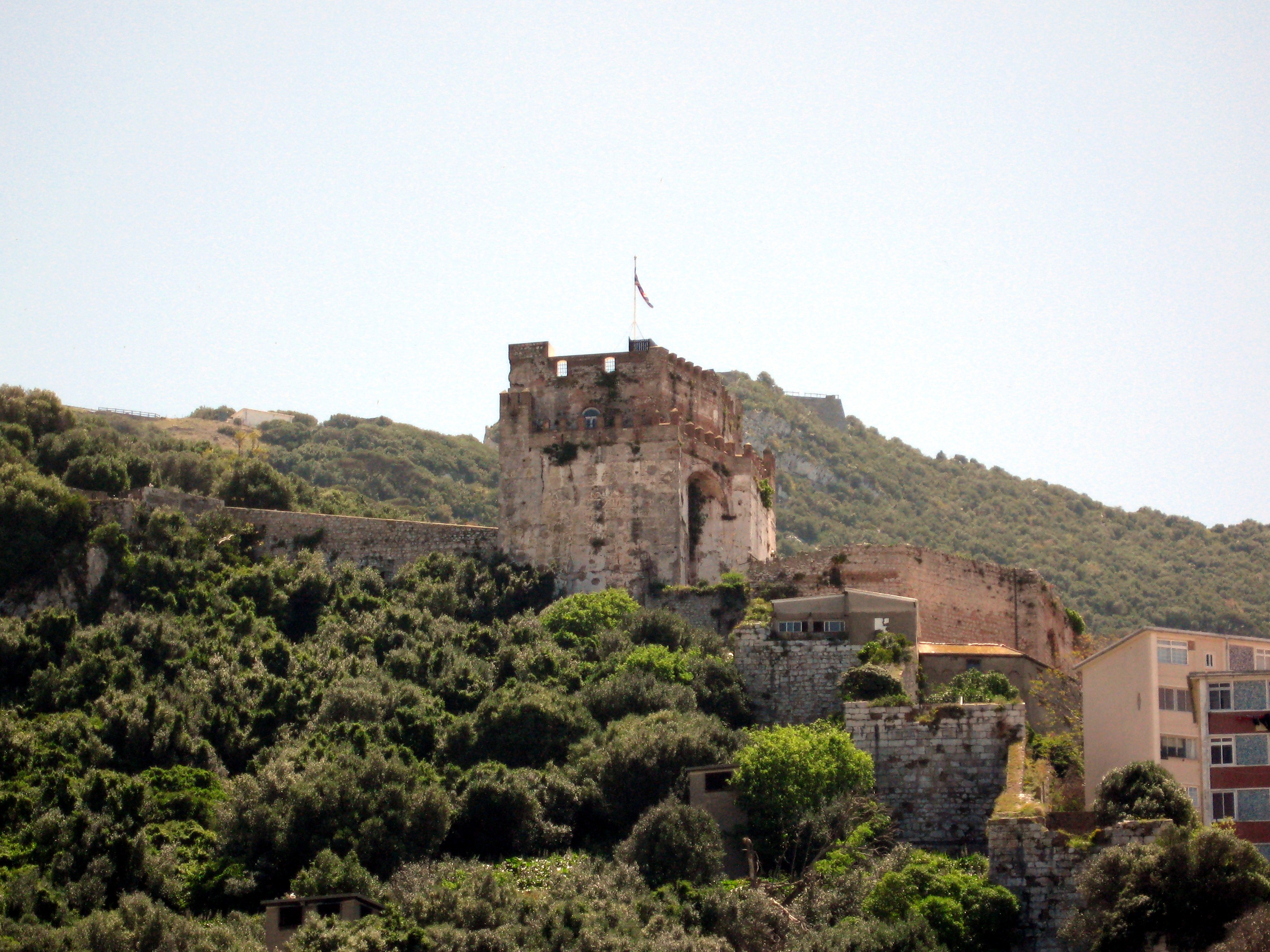
حصن المرينيين بجبل طارق.

وبعد اشتداد الضغط الذي فرضته مملكة قشتالة على مملكة غرانطة لجأ حكامها إلى الاستنجاد بسلاطين المغرب المرينيين، وكان أولهم السلطان المريني يعقوب بن عبد الحق الذي جهز جيشا سنة 673 هـ / 1275م وعبر به البحر، بعد أن اشترط على ملوك غرناطة تنازلهم على جزيرة طريف والجزيرة الخضراء على الساحل الجنوبي لبلاد الأندلس، لتسهيل عبور المغاربة للأندلس وتكون قواتهم مددًا قريبًا للبلاد إذا احتاجوا إليهم في حربهم ضد النصارى. وفي سنة 674 هـ 1276م هزم جيش يعقوب بن عبد الحق القشتاليين قرب مدينة إستجة في موقعة الدونونية، ثم عبر البحر ثلاث مرات بعدها لوقف القشتاليين عند حدود غرناطة. فقاموا بحصار وغزو إشبيلية واستولوا على نواحي شريش، وأسس بقرب الجزيرة الخضراء مدينة حصينة؛ سماها «البُنيَّة»، وفي سنة 676هـ، عاد لإشبيلية، وفتك بالجيوش الإسبانية، واستولى على جبل الشرف وحصن قطنيانة وجليانة والقليعة، ثم توجهوا لقرطبة واشتبكوا مع الإسبان في أبوابها بينما توجه فرع من الجيش لتدمير القرى المجاورة، وفتحوا بعض الحصون بالقرب من مدينة الزهراء كما توجهوا نحو جيان، ورجع عن طريق غرناطة، وزار حاكمها ابن الأحمر، وعاد إلى المغرب سنة 677هـ. وتذكر المصادر التاريخية الإسبانية معركة ألكوي، حيث توغل جند المرينيين لبلدات فالنسية مثل ألكوي وإل بويغ، وكان لهذه الحملة أثر ترك بصمته في الرواية الشعبية الفالنسية تحتفظ إلى يومنا هذا بتفاصيلها وتتجلى في احتفالات المسلمين والمسيحيين في ألكوي (بالإسبانية: Moros y Cristianos de Alcoy).‏

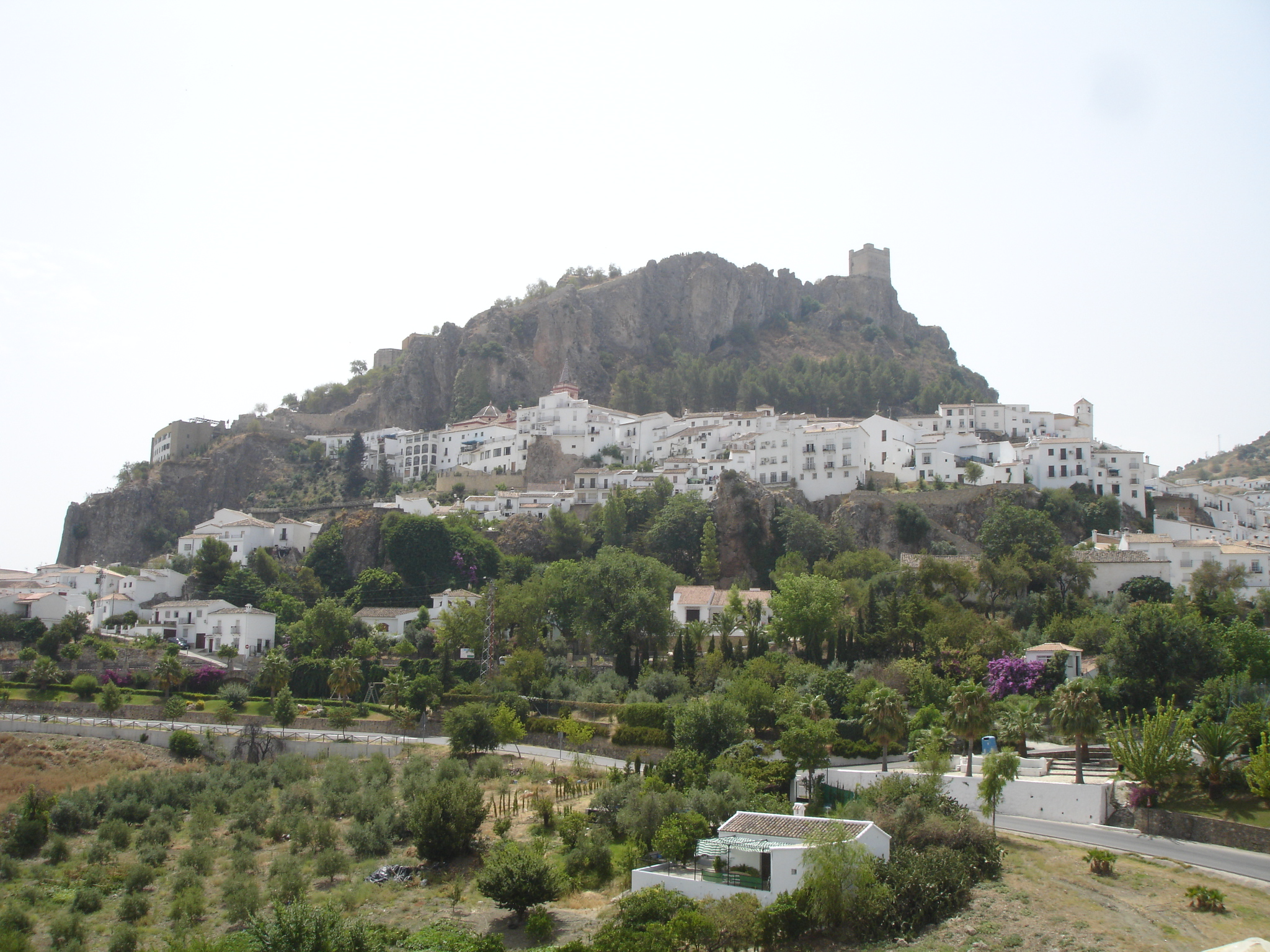
سنة 1282م طلب ألفونسو العاشر الملقب ب«الحكيم» مقابلة أمير المسلمين أبو يوسف يعقوب بن عبد الحق بمدينة زهراء دي لا سيرا، وطلب منه مساعدته لوقف تمرد ابنه سانشو، فأصبحت منذ ذاك الحين من قلاع المرينيين.

وأثناء رجوع السلطان يعقوب المريني توفي حاكم مالقة من بني أشقيلولة، فأرسل ابنه لأبي يعقوب المنصور المريني رسالة يتنازل فيها عن مالقة نكاية في خاله ابن الأحمر، بل إلى الحد الذي قال فيه للمنصور: «إن لم تحزها أعطيتها للفرنج ولا يتملكها ابن الأحمر»، فاستجاب السلطان المريني مكروها، حيث كان متخوفا من رد فعل محمد الفقيه. فاستعان محمد بن الأحمر الفقيه بألفونسو العاشر ملك قشتالة على طرد يعقوب المريني من جزيرة طريف. كما راسل حاكم المغرب الأوسط وعدو بني مرين الأمير يغمراسن بن زيان للتحالف على المنصور المريني. فحاصر القشاليون جزيرة طريف، ولما عزم يعقوب المنصور المريني أن يعبر إلى الأندلس، منعته من ذلك مناوشات يغمراسن في الجانب الشرقي من البلاد، فأرسل ابنه الأمير أبا يعقوب على رأس أسطول سنة 678هـ / 1279م، واستنفر فقهاء سبتة الناس للجهاد؛ وفي هذه الظروف استطاع ابن الأحمر أن يستولي على مالقة. ولما بدا لابن الأحمر أن النصارى ينوون أخذه جزيرة طريف وليس فقط إخراج المرينيين منها، نبذ عهده مع ألفوسنو وأعد أساطيله وجعلها مددًا لبني مرين، واجتمعت الأساطيل التي ناهزت السبعين سفينة، فنشبت بين الأسطول الإسلامي وبين الأسطول الإسباني معركة هائلة هُزم فيها القشتاليون.
وراسل السلطان المريني ابن الأحمر يُجَدِّد له الرغبة في الصلح والتحالف، وحذره من خطورة انفصام تحالف المسلمين على مصير الأندلس. وبعد ثورة سانتشو على أبيه ألفونسو العاشر، لجأ والده الملك ألفونسو العاشر إلى المنصور المريني، وطلب منه مقابلته زهراء دي لا سييرا، فعبر السلطان المغربي إلى الأندلس معاونةً لألفونسو. ثم عبر مرة ثانية بعد أن موت ألفونسو العاشر، فصالحه القشتاليون وعقدوا معه عقدًا للهدنة والموادعة. وباستمرار دخول المجاهدين من المغرب إلى الأندلس قرر قادة الجيش المغربي إنشاء مراكز للمرابطة فيها، ليكون العسكر على أهبة الاستعداد لمجاهدة الممالك الإسبانية، فعُرفت هذه المجموعة بـ«مشيخة الغزاة» ورئيسها باسم شيخ الغزاة، فأصبح الحضور المريني بالأندلس يمر عبر هذه المشيخة والتي كانت تشكل اللعبة السياسية القائمة آنذاك بين المرينيين وبني الأحمر. ومن الأمور التي عرقلت التواجد المريني بالأندلس غياب ولاة تابعين مباشرة لحكم فاس، حيث كان المرينيون يسارعون إلى العودة نحو المغرب الأقصى حتى وإن حققوا مكاسب مهمة بالأندلس. بسبب القنط بين صفوف الجند وتشوقهم إلى أولادهم وديارهم.

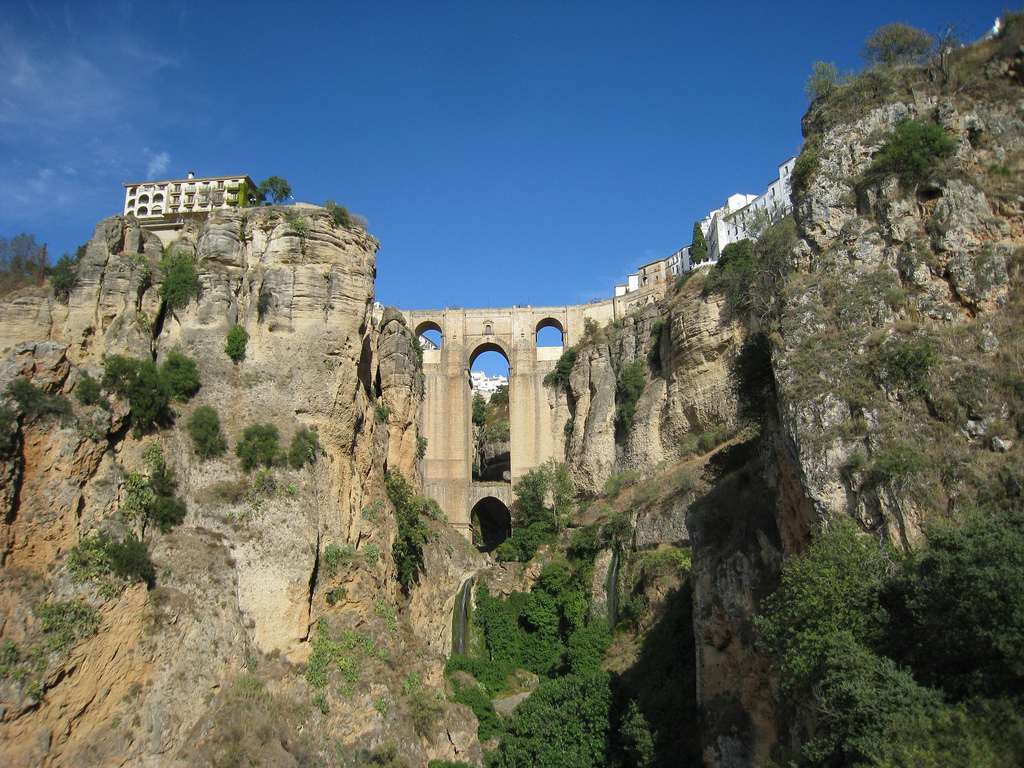
تحولت رندة إلى أهم مدن بني مرين بالأندلس، وعرفت كثافة سكانية عالية، نظرا للزحف المسيحي وهروب المسلمين واليهود جنوبا.

وضع ملوك بنو الأحمر خطة للسيطرة على جزيرة طريف لإبعاد المرينيين عن شؤون غرناطة، فتعهد محمد الثاني لسانشو الرابع ملك قشتالة بالإنفاق على جيشه مدة حصاره لمدينة طريفة لقاء أن يسلمها إليه بعد سقوطها. وبعد أربعة أشهر من الحصار المفروض عليها والذي اشترك فيه الملك خايمي الثاني ملك أراغون بموجب الاتفاق القائم مع قشتالة آنذاك ضد المرينيين، سقطت في شوال سنة 691 هـ/ 1291 م، وجاءت مصيبة الغرناطيين عندما رفض ملك قشتالة التنازل عن جزيرة طريف بالرغم من استلامه ستة حصون من ابن الأحمر لقاء تعاونه. فذهبت طريف من يد السلطان المغربي، وهي المعبر الستراتيجي الذي يتم منه جواز المغاربة، والقاعدة التي تشكل عيناً على من يفقدها من الاثنين المغاربة والغرناطيين. فعبر الملك الغرناطي محمد الفقيه إلى المغرب ليعتذر للسلطان المغربي عما حدث وليعيد المياه إلى مجاريها. وفعلا تحقق له ما أراد.
سنة 705 هـ/ 1305م أقدمت غرناطة على تحريض شيخ الغزاة القائد عثمان بن أبي العلاء على السيطرة على سبتة، ودعمتها في معارك مباشرة خاضها ضد أبناء عمومته حكام المغرب في شمال العدوة المغربية، فأرسل السلطان أبو يعقوب يوسف جيشا بقيادة ابنه الأمير أبي سالم من أجل استرداد سبتة، لكنه فشل في مهمته؛ وتوجه بعدها أبو ثابت عامر سنة 707هـ/1307م، قاصدا سبتة وقام في محرم سنة 708هـ/1308م بإرسال غارات على نواحي سبتة، وأمر بناء مدينة تطاوين من أجل اتخاذها قاعدة لجيشه المعد لمهاجمة سبتة. وفي الوقت نفسه أرسل كبير الفقهاء أبا يحيى بن أبي الصبر إلى ابن الأحمر يفاوضه في أمر التخلي عن سبتة، وبينما كان ينتظر الجواب مرض السلطان أبو ثابت وتوفي في طنجة في شهر صفر 708هـ/1308م، وتولى الحكم من بعده أخوه أبو الربيع سليمان الذي جهز جيشا كبيرا بقيادة تاشفين يعقوب الوطاسي، لاسترداد سبتة، التي لم يتحمل أهلها حكم بني الأحمر، فانتهز بنو مرين فرصة غياب الوالي عثمان بن أبي العلاء وعبوره إلى الأندلس بقصد الجهاد. ولما علم أهل سبتة بقدوم الجيش المريني ثاروا على من كان بسبتة من جنود حامية ابن الأحمر وأخرجوهم منها، فتمكن المرينيون من تحرير سبتة في 10 صفر 709 هـ/ 1309م، وقد ساند الأسطول الأراغوني تحت إمرة الفيسكوندوي كاستلنو المرينينن في حصارهم لسبتة. وعندما وصل خبر سقوط سبتة إلى ملك بني الأحمر أبي الجيوش نصر بن محمد خشي من بني مرين وأرسل وفدا إلى السلطان أبي الربيع يطلب منه الصلح، فتنازل للمرينيين عن الجزيرة الخضراء ورندة وحصونها، وقد وافق أبو الربيع على الصلح ووطد علاقته بابن الأحمر بزواجه من أخته، وأرسل السلطان المغربي المدد والمساعدة لبني الأحمر وجهز جيشا وأرسله للأندلس.

#### الخروج من الأندلس

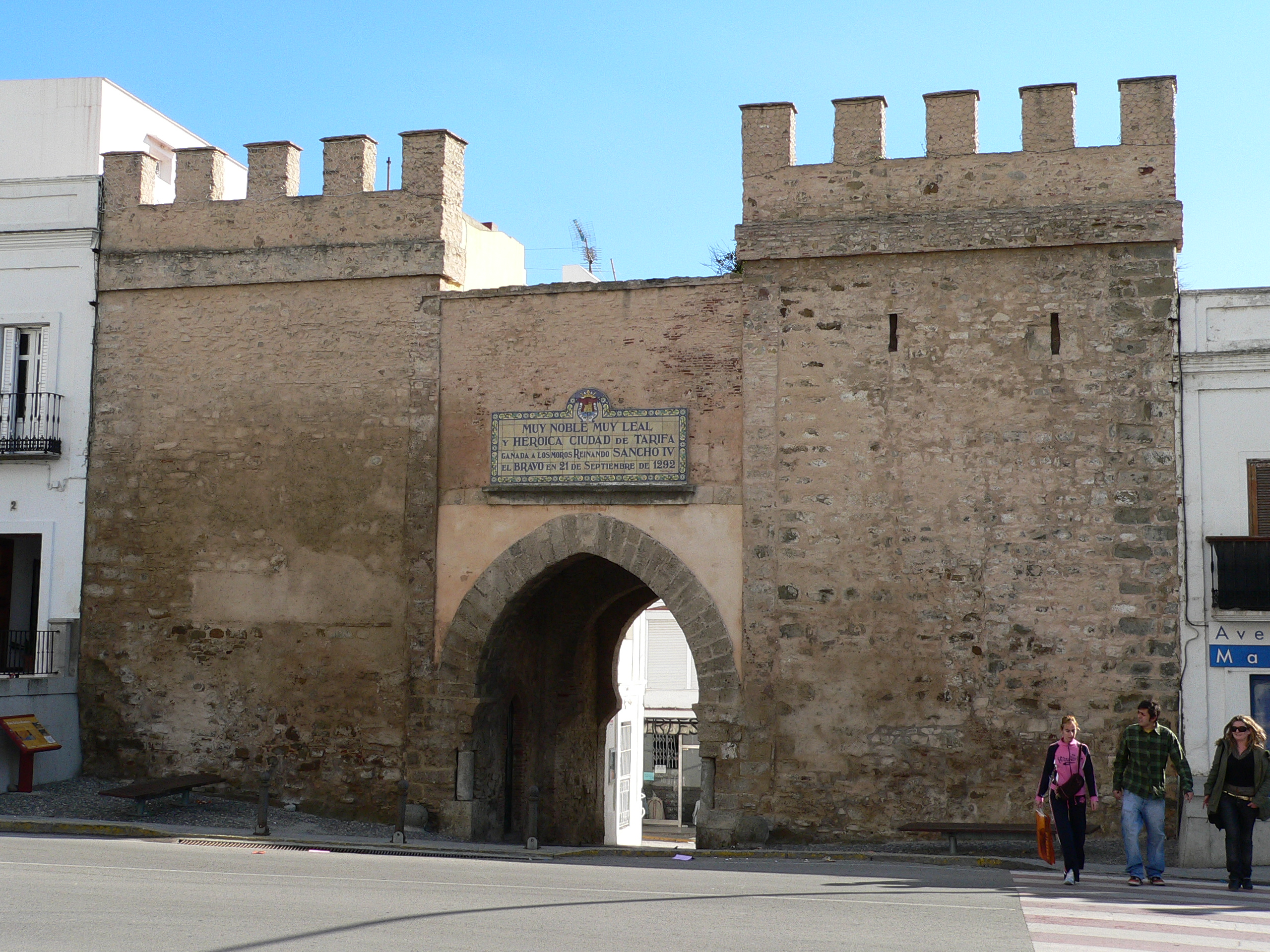
باب شريش (بالإسبانية: لا بويرتا دي خيريز La Puerta de Jerez) من معالم مدينة طريف، تم إشائها بعد سقوط المدينة في يد سانتشو الرابع. عليها لوحة تذكارية مكتوب عليها: «مدينة طريف النبيلة والمخلصة والشجاعة، انتزعت من المغاربة في حكم سانتشو الرابع في 21 سبتمبر 1292».

في يوم 7 جمادى الثانية 741 هـ / 28 نوفمبر 1340م، جرت أحداث معركة طريف عند ريو سالادو أسفرت عن مذبحة للمسلمين، وأسر عدد من الجنود، ومن بينهم أحد أبناء السلطان أبي الحسن، ووفاة زوجة السلطان الحفصية التي قتلت مع زوجة أخرى، وهروب السلطان بنفسه نحو سبتة، ووصف ابن الخطيب هذا الحدث: «فهذه الواقعة من الدواهي المعضلة الداء والأرزاء، التي تضعضع لها ركن الدين بالمغرب، وقرت بذلك عيون الأعداء» وتعتبر آخر معركة يشارك فيها المغاربة بشكل رسمي ومباشر في الأندلس. واكتفى السلطان المريني بمساعدة الأندلسيين من بعيد. فعند حصار الجزيرة الخضراء بداية سنة 743 هـ/ يوليوز 1342م اكتفى أبو الحسن بمساعدة المحاصرين من مدينة سبتة، وأرسل المؤونة لهم بحراً. وبعد سقوط الجزيرة الخضراء في بداية شوال 743 هـ/ مارس 1344 م فقد المغرب المريني نقطة هامة للعمليات العسكرية ولانتقال الجيوش، وأصبح ألفونسو الحادي عشر سيد بحر الزقاق بدون منازع.

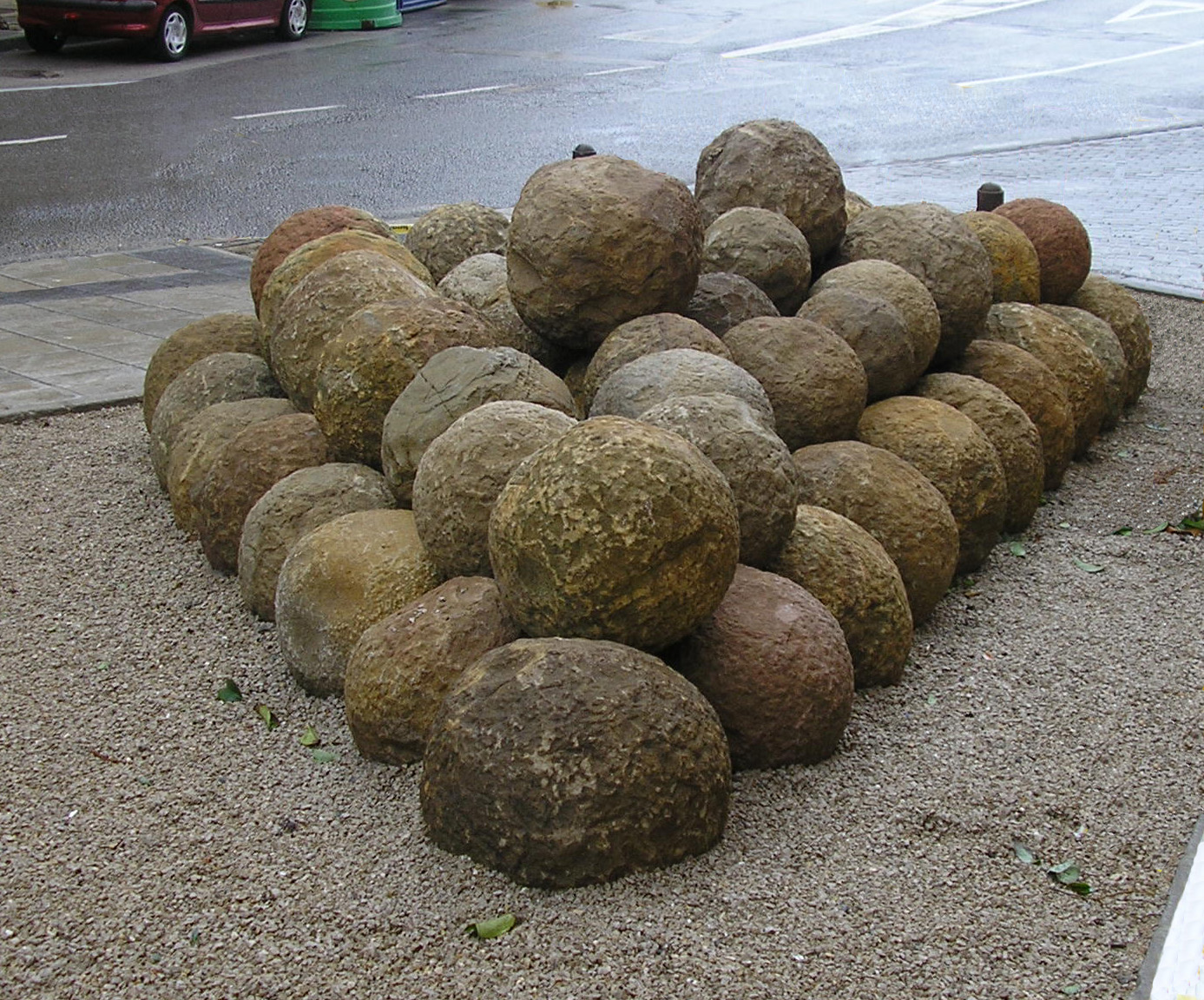
كرات من الحجر قُصفت بها الجزيرة الخضراء خلال الحصار الطويل بين 1342 - 1344 الذي فرضه ألفونسو الحادي عشر المدعوم بأساطيل أراغون وجنوى.

وبقي موقعان تحت الإدارة المغربية على أرض الأندلس، وهما رندة، التي تنازلوا عنها للنصريين سنة 1361م، وجبل طارق الذي تنازلوا عنه سنة 1374 م، وبذلك لم يعد هناك وجود مريني بأرض الأندلس. ودخل المغرب مرحلة الانحلال والضعف، ولم يسلم بعدها من تدخل ودسائس بنو الأحمر في شؤونه الداخلية.

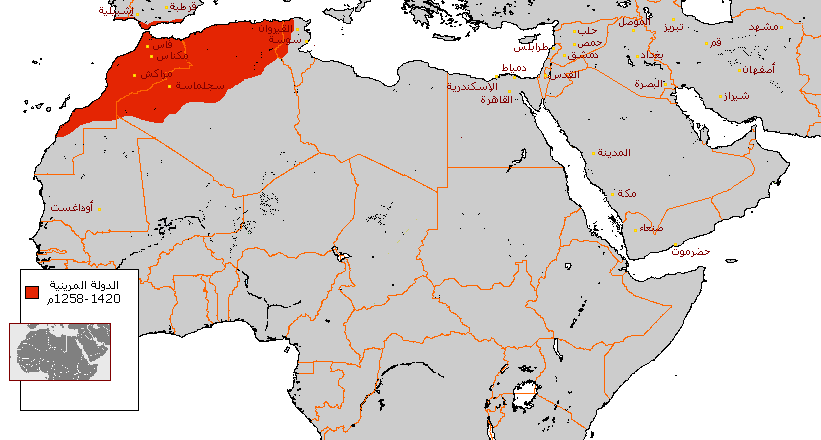
امتداد الدولة في عهد أبي عنان

وأدى انقطاع العبور المغربي إلى الأندلس لترك الأندلسيين يواجهون وحدهم زحف حركة الاسترداد. كانت هزيمة طريف منعطفاً فاصلاً في تاريخ الحضور المغربي بالأندلس وبالمضيق، رغم محاولة أبو عنان في التدخل بالمنطقة، التي وصفها مؤرخون معاصرون له، مثل ابن بطوطة وابن الحاج النميري، فلا يبدو أنه أضاف مكاسب حاسمة للحضور المغربي بالأندلس وبالمضيق. لأن اهتمامات أبي عنان كانت مركزة على السودان الغربي وبلاد المغرب في المقام الأول، أما الشؤون الأندلسية، فكانت تأتي في مرتبة ثانوية ضمن اهتماماته. وقد استطاع السلطان أبو فارس عبد العزيز استرجع الجزيرة الخضراء سنة 770 هـ ولو مؤقتاً، فإن المرينيين فيما بعد أبي عنان، لم يتمكنوا من تهديد الممالك المسيحية الأوربية بالأندلس وبالمضيق. وقد تأكد ضعف الحضور المغربي بهذه المنطقة بعد أن سقطت سبتة بيد البرتغاليين سنة 818 ه/ 1415 م. وتقلص التدخل المريني بالأندلس تم انقطاعه نهائيا كان سببه عدة عوامل، أبرزها الحروب مع جيرانهم بني عبد الواد، والفتن الداخلية بالمغرب، والصراع على السلطة، والاختلافات والصدامات المستمرة بين سلاطين بنو مرين وحكام مملكة غرناطة، وعدم توفر المرينيين على أسطول كبير، واختلال التوازن بين ضفتي البحر الأبيض المتوسط بصفة عامة. ورغم ذلك استطاع المغرب المريني «أن يؤخر كارثة الأندلس بنحو قرنين من الزمن، كما يعتبر بعض الباحثين سقوط سبتة 1415 م هو الحدث الأنسب لبداية التحول إلى العصر الحديث، عوض تاريخ سقوط القسطنطينية سنة 1453 م.

## نظام الحكم
اتخذ المرينيون من مدينة فاس مركزا لهم، وانتقلوا منها بعد بناء مدينة البيضاء بفاس الجديد، واتخذت منذ عهد حكم يعقوب بن عبد الحق مقرا للنظام المركزي. واتسمت سلطة المرينيين بحكم فردي وراثي وكان الأولون منهم يتسمون بأمراء المسلمين، على نفس نهج المرابطين، حتى جاء السلطان أبو عنان الذي غير التسمية إلى أمير المؤمنين. وكان السلاطين المرينيين يسيرون شؤون الدولة بأنفسهم في مجالس خاصة حسب القضايا التي كانت تباشر فيها، ومن هذه المجالس
«مجلس الفصل» الذي يترأسه السلطان للنظر في القضايا المهمة وسماع الشكايات، «ومجلس الخاصة وأهل الشورى» وفيه يجتمع السلطان بأهل المشورة من أجل استشارتهم في القضايا الكبرى. و«مجلس العرض» الذي يترأسه كذلك السلطان، وكان يعقد يومي الخميس والإثنين لعرض الجيوش والفصل بين الناس، وتقدم له الهدايا ويستقبل سفراء الملوك. وأنشأ أبو الحسن «مجلس العدل» بسبتة وتلمسان لسماع الشكايات حينما يكون بإحدى المدينتين. وكانت السلطة المركزية تتكون من الوزير الذي تتوزع صلاحياته في ترأس الجيش والمحافظة على الأمن وله سلطة على الولاة والجباة ويرفع الشكايات إلى السلطان وينظر في بعضها. ومنصب «المزوار» أو صاحب الشرطة العليا كان يرأس الحرس السلطاني وينفذ عقوبات السلطان وينظم المقابلات السلطانية، ووصف ابن خلدون ومنصب لمزوار كأنه وزارة صغرى، وقد تقلد عدد من اليهود هذا المنصب. وكان منصب «صاحب العلامة» هو الكاتب الخاص الذي يكتب نيابة عن السلطان، وفي الغالب يختار من العائلات الأندلسية، يكتب قضايا الجند والمالية، ومن أهم الكتاب هو «كاتب السرد» الذي يوقع المراسيم.
وفي تسيير الشؤون الجهوية اعتمد السلاطين المرينيون على جهاز مخزني، الذي كان يتكون من «صاحب القصبة»
وهو الذي يشرف على السلطة المحلية وهو الواسطة بينها وبين السلطة العليا، ومنصب «صاحب الشرطة» أو «القائد» الذي يحارب الجريمة ويقيم الحد. ومنصب الوالي المختص بجباية الضرائب ويشرف على الحرس المحلي بالتعاون مع صاحب القصبة. والقاضي
يفصل بين الخصوم وينظر في أموال المحجور عليهم ويحكم في مصالح الأوقاف والأبنية. ومنصب المحتسب
الذي يأمر بالمعروف وينهى عن المنكر ويراقب الغش في الأسواق. وتميزت سياسية المرينيين عند تعيين المناصب الإدارية باستشارة السكان بخصوص منصب إمام الصلاة والخطبة والقاضي والمحتسب.

## الجيش
خَلَّفَ انكسار الموحدين حالة من الضعف في البر والبحر، فقام بنو مرين بإعادة بناء الأسطول على عهد السلطان أبي الحسن، ووصل عدد قطعه نحو 600 سفينة حربية. لم يستطع المرينيون أن يستعيدوا عظمة القوة البحرية، فكان الأسطول المريني – بعد تجديده – في موقف الدفاع أكثر منه في موقف الهجوم، خصوصا ضد أعمال القرصنة المسيحية التي نشطت في تلك المدة على طول السواحل المغربية، الأمر الذي دفع المرينيين إلى إقامة الأربطة والمحارس من آسفي حتى تونس، فكانت بمثابة مراكز دائمة للمراقبة ضد القراصنة المسيحيين الذين اعتادوا الهجوم على شواطئ شمال أفريقيا لسلب ما تصل إليه أيديهم وبخاصة اختطاف أطفال البدو ونسائهم ليبيعوهم أرقاء في أوروبا.
تميزت هذه المحارس البحرية بطريقة الإشعار السريع والاستنفار عند ظهور العدو، ففي كل محرس رجال مرتبون في أبراج لاستطلاع البحر، فما أن تظهر سفينة غريبة تقترب من الشواطئ المغربية حتى يوقدوا النار في أعلى البرج فيراها البرج القريب ويوقد النار بدوره وهكذا فيتم الإنذار بالخطر في ليلة أو في بعضها في مسافة تسير فيها القوافل شهرين، وبذلك يتأهب الجيش ولا يؤخذ على غرة.

## العلاقات الخارجية
مع نهاية حكم السلالة المرينية ورثت بلاد المغرب الحدود التي نعرفها اليوم نتيجة الصراع المرير والمتجدد بين فرعي زناتة، بني مرين وبني زيان، وهو صراع لم يحسم، وترك على وجه الأرض خطاً فاصلا بين سلطتين وولائين، لم يكن تابثا أول الأمر بل كان يتغير باستمرار، فضاق تدريجيا مجال حركاته حتى أضحى من المسلمات أنه يمر حتما بين تلمسان ووجدة.

## اقتصاد
بعد أن فرض المرينيون سيطرتهم على مدن وقبائل بلاد المغرب، تم فرض ضريبة الخراج على القبائل وعين عليها الجباة. كما كانت تؤخذ ضريبة الجزية من أهل الذمة،  وذكر ابن مرزوق أن السلطان أبو الحسن قام باعفائهم منها لحسن سلوكهم. وفرضت الدولة ضرائب محلية على سكان المدن والبوادي، فضلاً عن ضريبة العشر التي كانت تفرض على بضائع التجار القادمين إلى المغرب. بالإضافة لضريبة الخمس التي استعملت في بدايات ظهور بني مرين عندما انتصروا في معاركهم، خيث أخرجوا الخمس من غنائم الحرب لبيت المال وقسموا الباقي على المجاهدين. كما خصصت ضريبة المكوس التي كانت تُنفق على فرقة الروم القشتاليين الذين كانوا ضمن صفوف الجند المغربي. وأنفقت الدولة ميزانيتها في المجالات الاقتصادية والدينية والثقافية والاجتماعية، خصوصا أثناء الأزمات الاقتصادية، كالقحط والمجاعة والوباء، حيث كانت توزع الأموال على المتضرِّرين وترمم المساجد والجوامع وبناء الأسواق وتجديدها. ومولت الدولة المؤسسات الصحية وشيدت مراكزها وتكفلت بمصاريف الأطباء والأدوية وخصصت رواتب للعاملين عليها. كما كان يُصرف جزء كبير من الميزانية على الجيش وتقديم المساعدات العسكرية للدول الإسلامية المجاورة، خصوصا في الأندلس حيث أسست الدولة مشيخة الغزاة وهي قواعد عسكرية لصد هجمات القشتاليين. وكل هذه الأموال المصروفة كان لها أبوابُها الشرعية، وكانت تخضع للتدقيق.

اتخذ المرينيون سياسة توزيع الأراضي على القبائل الموالية لهم وتسهيل استغلالهم لهذه الأراضي والسكن فيها، بالإضافة إلى اهتمامهم بالمشاريع الإروائية كبناء القناطر والرحى الصناعية؛ وتنوعت في فاس عدة صناعات نتيجة توافر المواد الأولية، وخصوصاً تلك التي تعتمد على بعض المحاصيل الزراعية، وكان هذا التطور الذي شهده العصر المريني في بعض الصناعات هو الخبرة المتوارثة والمتراكمة عن العهود التي سبقتهم. وتم استدعاء الصناع والمهندسين من الأقاليم المجاورة، كما هو حال ديوان السلطان يعقوب بن عبد الحق عندما استدعى مهندسا من الأندلس وهو محمد بن علي بن الحاج الإشبيليّ (ت. 714 هـ/ 1314 م) لإنشاء دار الصناعة في مدينة سلا وكانت هذه الصناعة ترتكز على صناعة القوارب والسفن الصغيرة؛ كما اعتنت الدولة المرينية بالصناعات اليدوية وأصحاب المهن، فأنشأت لهم المحلات والأسواق الخاصة. ففي عهد السلطان أبو سعيد عثمان بن يعقوب جددت الأسواق والحوانيت بعد أن أصابها الحريق، ومنها سوق الصباغين وسوق العطارين والرصيف. كما اشتهرت بعض مناطق المغرب الأقصى، خاصة مدينة فاس، بوجود ثروة معدنية كالمعادن والأملاح، كما اشتهرت بالحمامات كـحمة خولان. وعرفت الحواضر الكبرى حركة تجارية مهمة، فكثرت الفنادق المخصصة والمعدة للتجار والمسافرين والغرباء حتى وصل عددها 467 في حاضرة فاس وحدها. وأبرمت الدولة المرينية عدة اتفاقيات تجارية مع الدول المجاورة، كالاتفاقية التجارية القائمة بين السلطان يعقوب بن عبد الحق وسانشو الرابع ملك قشتالة، التي أعطت الحق للمغاربة الاتجار في أرض قشتالة:

### العملات

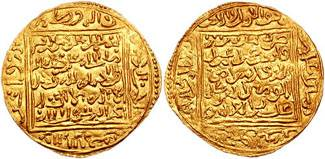
الدينار المريني مسكوك في عهد السلطان أبي عنان

ضربت الدولة المرينية نقودها من الذهب والفضة، وكان شكلها مماثلا لدنانير الموحدين، تميزت بوجود ثلاثة مربعات متداخلة حول كتابات مركزية الوجه والظهر، بينما انحصرت كتابات الهامش في الوجه والظهر داخل المناطق الأربع المحصورة بين محيط القطعة النقدية واضلاع المربع الخارجي. ولم يذكر تاريخ السك على الدنانير، واكتفت بذكر اسم دار الضرب، وفئات العملة هي أجزاء الدينار كالنصف والربع والدينار المفرد، ثم الدينار المضاعف. وفي نقودهم الأولى لم يسجلوا عليها اسم الحاكم المريني، حيث كانوا يرفعون في بداية دولتهم شعارات الحفصيين، لذا جاءت كتابات النقود المرينية كصدى لمثيلاتها الحفصية، ففي نقود هاتين الدولتين يوجد شعار دولة الموحدين: وإلهكم إله واحد لا إله إلا هو الرحمن الرحيم. وبعد أن اتخذ الحكام المرينيون لأنفسهم لقب أمير المسلمين، بدأت تظهر اسمائهم مسجلة على مركز الظهر في الاصدارات الذهبية، كما هو حال عهد أبي يوسف يعقوب بن عبد الحق 656 -685هـ حيث جاءت على هذا النحو أمير المسلمين وناصر/ الدين القائم لله/ باعلاء دين الحق/ عبد الله يعقوب/ ابن عبد الحق. وعندما نجح السلطان أبي الحسن علي في هزيمة الدولة الحفصية ودولة بني زيان والاستيلاء على مدنهم تونس وتلمسان حرص على تسجيل على دنانيره أسماء المدن التي كانت بحوزة هاتين الدولتين مثل تونس وتلمسان والجزائر، إضافة إلى بجاية وسجلماسة.

## الدين

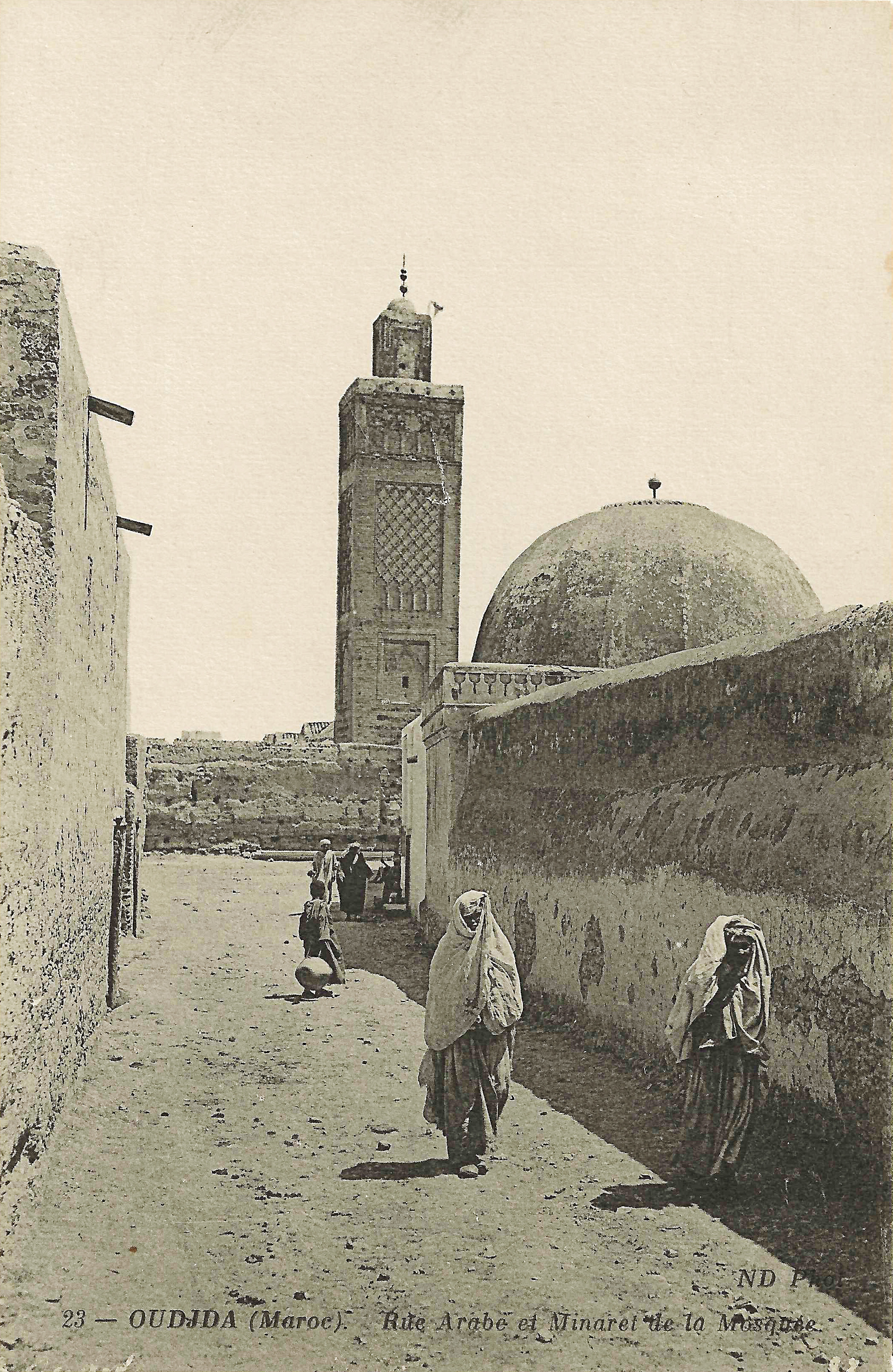
مئذنة الجامع الكبير المريني داخل أسوار مدينة وجدة، الذي بني في عهد أبي يوسف يعقوب المريني سنة 1296م. بقربه تقع المدرسة القرآنية التي شيدت سنة 1335م في عهد السلطان المريني أبو الحسن علي بن عثمان.

لم تتأسس دولة بني مرين في بدايتها على مشروع سياسي واضح يقوم على مذهب من المذاهب، فأطلقوا للناس حرية الاعتقاد والتمذهب. حيث لم تتدخل السلطة المرينية في توجيه الفكر المغربي توجيهاً معاكساً، فكان لهذا الموقف أثره في نهضة الفقه المالكي.
لكن السلطة وجدت في المالكية الدعم المعنوي، لأن التجربة التاريخية السابقة برهنت أن مصلحة البلاد في ذلك سواء على المستوى السياسي والديني، فالمرابطون انطلقوا من الوحدة المذهبية من أجل تحقيق وحدة سياسية واقتصادية، فسارع المرينيون إلى تقريب فقهاء المالكية وإلى دعم جهودهم، فراجت من جديد المدونات المالكية، وأقبل الطلبة عليها. فتوطد مذهب أهل السنة منذ هذا العصر في المغرب. فكان قيام دولة بني مرين في القرن السابع الهجري انتصاراً للمالكية على سائر الفرق والطوائف في الغرب الإسلامي، فلم تقم لفرقة أو مذهب قائمة في المنطقة كلها منذ أن بسط حكم المرينيون على بلدان المغرب وعلى قسم من الأندلس.
وعندما دخل المرينيون مدينة فاس سنة 646هـ، كان الأعيان يشرفون على إدارة المساجد الجامعة بالمدينة كالقرويين، ويعينون الخطباء بعد ضعف الموحدين، ولم يستطع المرينيون في بدايتهم الإشراف على هذه المساجد الجامعة ومراقبتها، إلا ابتداءً من سنة 689هـ، حين عينوا لأول مرة الخطيب أبي الصبر أيوب، أي بعد أزيد من 40 سنة على دخولهم لفاس. وقد مهدوا لهذا الإشراف والمراقبة بإصلاح هذه المساجد.

### التصوف

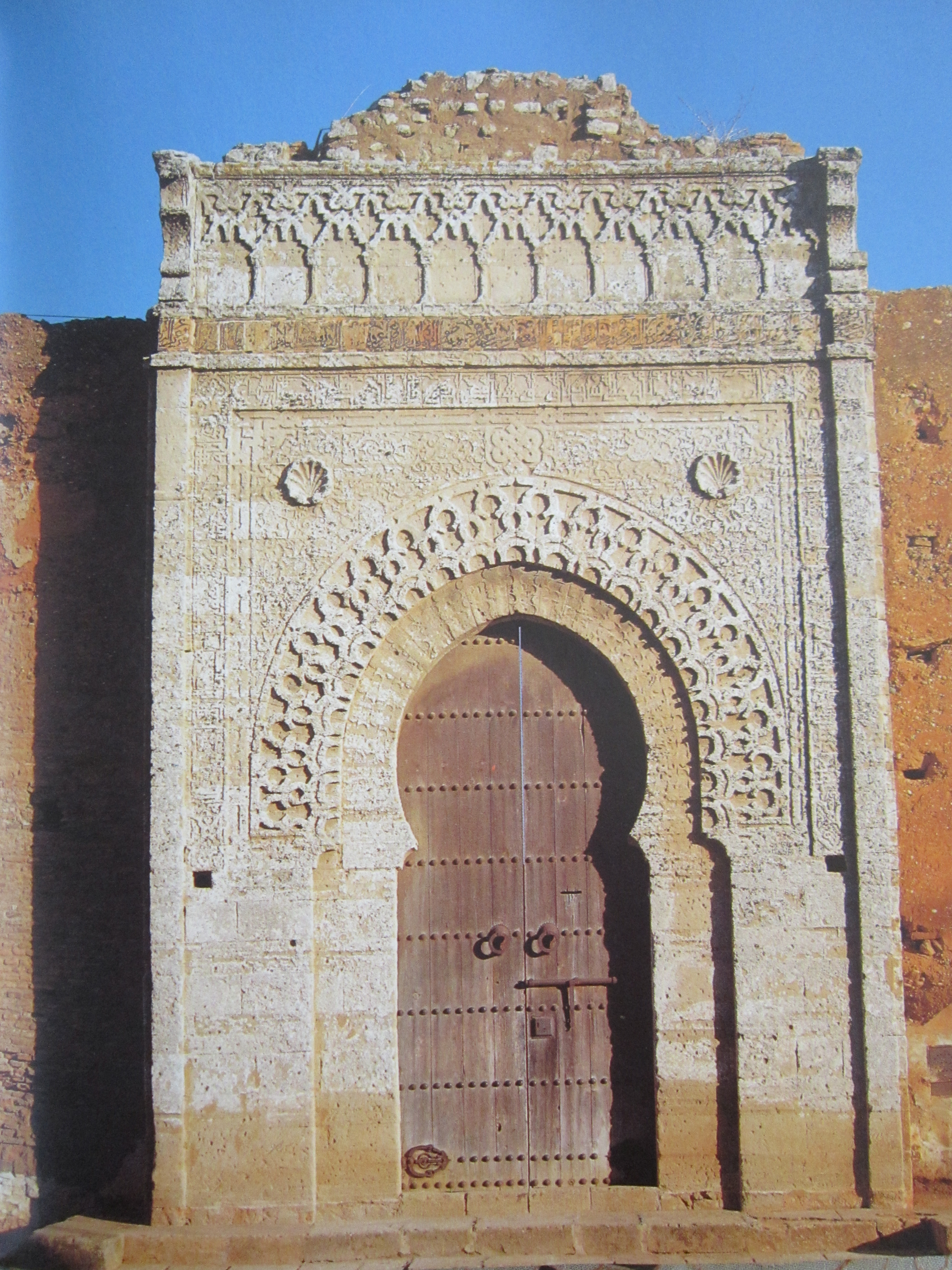
زاوية النساك التي أسسها السلطان أبو عنان فارس سنة 1356م في سلا

كان المغرب الأقصى في العصر المريني مالكي المذهب، أشعري العقيدة متخذاً من التصوف السني شعاراً له. واشتهرت في الفترة المرينية مدرستان صوفيتان أساسيتان، الأولى طريقة أبي مدين شعيب، والثانية طريقة أبي الحسن الشاذلي، وتفرعت عن طريقة أبي مدين طريقتان مغربيتان: طريقة الشيخ أبي محمد صالح الماجري بآسفي، التي وصل عدد زواياها ستاً وأربعين انتشرت فيما بين المغرب ومصر، لتيسير رحلة الحجاج إلى مكة. وطريقة أبي زكريا الحاحي الذي كان يعرف أتباعها بالحاحيين.

كما ظهر التصوف الشعبي المتغدي بالشعوذة والأساطير، لكن انتشاره كان محدودا نظرا للحملات التي شنها عليها الفقهاء، ويقول ابن الحاج العبدري حول ذلك وهو الذي عايش تلك الفترة:
كان مؤسس الدولة المرينية السلطان يعقوب بن عبد الحق هو أول من احتفل بهذه المناسبة من بني مرين بفاس، وقام ابنه يوسف بن يعقوب بتعميم ظاهرة الاحتفالات بالمولد النبوي في جميع أنحاء البلاد سنة 691هـ/1292م، وبدأت مراسيم الاحتفالات في نفس تلك السنة بإشراف خطيب جامع القرويين في فاس محمد بن أيوب بن أبي الصبر. فتحول يوم 12 ربيع الأول إلى عيد مولد رسمي بالمغرب. وكانت تربط في عصر الدولة المرينية مسألة الجهاد دائماً بمناسبة المولد النبوي.
واتخذت ذكرى المولد النبوي منذ عهد أبي الحسن وأبي عنان طابعا خاصا، حيث تحمّلت الدولة نفقات هذه الاحتفالات في سائر جهات البلاد.

## المجتمع
بنو مرين انفسهم كانوا بدوا جندوا لخدمة الموحدين، ومع اتساع نفوذهم، انتهج المرينيون نفس السياسة الموحدية في نشر الجموع القبلية العربية في جميع تراب المغرب وخاصة ضواحي المدن المعروفة آنذاك في الوسط والجنوب والشرق، وبهذه العملية تم «تعريب المغرب الأقصى» تعريبا سلاليا ولغويا وحضاريا. خصوصا بعد أن انظمت معظم القبائل العربية حول السلطان يعقوب بن عبد الحق، فأصبح العرب ضلع في تركيز الحياة السياسة والاجتماعية، والسيطرة على الكتل الأمازيغية الخارجة عن ناطق بني مرين، فأصبحوا عماد جهاز المخزن.
صار لبني هلال نفوذ وقوة في كل بلاد المغرب، وانتشرت قبائل معقل في منطقة سجلماسة الحدودية والإستراتيجية بين المملكة الزيانية والمرينية، ولم يستطع الأمراء الاستغناء عن قوتهم، لقمع وارهاب السكان في الداخل. ولئن تخصص بنو هلال في شؤون السيف، فإن الأندلسيين استقلوا بأمور القلم. وتقاطروا على مدن مثل فاس وتلمسان ومراكش، وحيثما حلوا أدخلوا النظام والمراسيم والتراتيب والآداب، أي الهيبة التي تحفظ نظام الملك.
لكن تأثير الأندلسيين على شكل المخزن المريني لم يكن كبيرا، حيث ورثت الدولة شكل مخزن الموحدين، بينما كان تأثيرهم كبيرا على دولة بني زيان بسبب انعدام التقاليد الملوكية.

### اليهود
حافظ يهود المغرب على مكانتهم ضمن الجهاز المخزني المريني، إذ قرَّبهم وأَجَلَّهم المرينيون، نظرا إلى المصلحة المشتركة التي كانت تجمع بين الطرفين؛ حيث كان يرغب حكام بني مرين تنشيط القطاعات الاقتصادية؛ كقطاع الأسلحة النارية والمعادن النفيسة وضرب السكة، في حين كان اليهود من جهتهم يطمحون في المزيد من الانتشار والتغلغل داخل الأجهزة المخزنية لإثبات وجودهم ودعم نفوذهم اقتصاديا واجتماعيا وحماية مصالحهم سياسيا. فأصبح اليهود سفراء للدولة المرينية لدى الدول الأجنبية، فربطوا العديد من المناطق المغربية بالعالم الخارجي وأعادوها إلى واجهة الأحداث؛ خصوصا إقليم سجلماسة ومدينته الأثرية في القرن الرابع عشر الميلادي / الثامن الهجري، والتي كانت ستفقد بريقها التجاري نهائيا لولا العنصر اليهودي النشيط، الذي جعل لها علاقات متميزة داخليا مع المناطق القبائلية المجاورة؛ مثل تلمسان، وخارجيا مع المدن الإسبانية والأندلسية كبرشلونة ومايوركا وقرطبة وغرناطة وغيرها. وألغى بعض سلاطين بنو مرين الجزية عن اليهود لحسن سلوكهم، حسب ما ذكر ابن مرزوق. كما تمتع اليهود بحماية الدولة لهم، خصوصا من استفزازات بعض العامة، فصدرت في حقهم العديد من الظهائر لتوقيرهم، كما هو حال أوامر السلطان أبو يوسف يعقوب والسلطان أبي الحسن المريني بالكف عن اليهود، ووصل هذا التسامح أوجه في عهد السلطان أبي سعيد عثمان، الذي أمر هو الآخر بالكف عنهم، ولحمايتهم خصص لهم حي خاص بهم في فاس الجديد، وأصبح هذا الحي يعرف بالملاح، كونه موجود بموقع تجمع فيه مادة الملح قبل توزيعها، فتحول إلى أول تجمع خاص باليهود ومنذ ذلك الحين تم تعميم مصطلح الملاح ليتم تداوله بين الأوساط المسلمة واليهودية كحي محاط بأسوار عالية له بابان في غالب الأحيان يقطنه اليهود، وتم تعميم الكلمة بعد ذلك ليشمل كل تجمع سكاني لليهود في المغرب.

### المسيحيون
استفاد المرينيون من الخبرة العسكرية للعنصر المسيحي المقيم في المغرب. فعند دخول بني مرين لمراكش كانت بها كنيسة سمح ببنائها الموحدون زمن عبد الواحد الرشيد. وكانت السلطة الدينية للكاثوليك في روما على تواصل دائم مع سلاطين المغرب لحماية رعايها، منها رسائل البابا إنوسنت الرابع إلى سلطان المغرب سنتي 1246م و1251 م يطلب منه منح المسيحيين أماكن يحتمون بها عند الخطر، وتواصل قبله البابا غريغوري التاسع مع الخليفة الموحدي عبد الواحد الرشيد سنة 1233م، حيث شكره على العناية التي يبديها نحو النصارى. وفي سنة 1308م عندما كان جل المغرب خاضعا للمرينيين، اعتدت عصابة على نصارى مراكش واستولت على أموالهم وهربت لأغمات، فكان رد قائد حامية مراكش أبو ثابت المريني بتتبعهم وقتله مئات من أتباع العصابة، وعلقت رؤوسهم على أبواب مراكش، انتقاما من قتلهم النصارى. وبسبب تصاعد الغارات الإسبانية والبرتغالية، وكذا نفوذ النصارى في الجيش المغربي، كانت العامة تلجأ إلى الانتقام من النصارى، فيضطر القادة الملوك المرينيون إلى حمايتهم. وعند اتخاذ فاس عاصمة للدولة المرينية صحبوا معهم معظم القوة النصرانية من مراكش، وتركوا عددا منها بمراكش، وقد بلغ عددهم بمراكش في عهد المنصور المريني حوالي خمسمائة، وكانوا يؤدون طقوسهم إلى جانب أولادهم ونسائهم في الكنيسة المسيحية بمراكش التي كانت موجودة جنوب جامع المنصور بالقصبة. وبحلول سنة 1390م طلبت الحامية النصرانية المؤلفة من 50 فارسا الدخول إلى إسبانيا لخدمة خوان الأول ملك قشتالة.

## الصحة
ساهمت السلطات المرينية في إحداث مؤسسات خيرية متعددة، استفادت منها جميع طبقات المجتمع من فقراء ومعوقين وحتى الأجانب، ويصف علي الجزنائي كيف خُصص للمرضى مستشفى خارج باب الخوخة لإبعاد ضرر الماء المستعمل، وكانت توفر للمرضى الأغذية والأشربة، ووظف الأطباء لتفقد أحوالهم مرتين كل يوم. ويذكر ابن جزي تشييد السلطان أبو عنان للمارستانات في كل أقاليمه، كتازة ومكناس وسلا وآسفي وفاس ومراكش والرباط وغيرها، خصصت لها أوقاف لتغطية مؤن المرضى، ويعد مارستان سيدي فرج أهم مارستان في تاريخ المغرب، أمر ببنائه السلطان المريني أبو يعقوب يوسف، سنة 685هـ / 1286م وجدده السلطان أبو عنان عام 766هـ وأدخل عليه زيادات مهمة، وكان تلقى في هذا المستشفى دروس فيه الطب، وقد عمل الحسن الوزان ككاتب في هذا المارستان، ويحتمل أن يكون هذا المارستان قد اتخذ كنموذج لبناء أول مستشفى للأمراض النفسية في العالم الغربي، بلنسية بإسبانيا سنة 1410م. واستمر مارستان سيدي فرج في أداء دوره إلى حدود منتصف القرن العشرين وبالتحديد سنة 1364هـ / 1944م، ويصفه الكتاني في سلوة الأنفاس: 
 وعرفت هذه المستشفيات انتكاسة حقيقية على عهد السلطان المريني أبي سعيد الثاني، إذ استصدر فتوى تجيز له اقتراض أموال أوقاف المارستانات بفاس لتغطية نفقات الحرب وإدارة باقي شؤون الدولة، وقد عرفت هذه الفتوى معارضة شديدة داخل الأوساط الفاسية، وتوفي أبي سعيد قبل أداء السلف فتراجع دور هذه المستشفيات. وبلغ الرقي الحضاري في هذا العصر في مجال التعاطي مع ذوي الاحتياجات الخاصة بل وفي العناية بالحيوانات كذلك، حيث كانت هذه المستشفيات ملجأ للطيور، خصوصا اللقلاق، الذي كانت تعالجه إذا انكسر أو أصيب بأذى. وذكر الحسن الوزان عند وصفه لمدينة فاس:
. كما بادر السلطان أبو الحسن، ببناء محكم يستر المستحمين بحمة خولان (حمة سيدي حرازم)، لا يزال محتفظا به في قبو ينفصل فيه مغتسل الرجال عن النساء.

## الثقافة

### الأدب
عرفت حركة التأليف نشاطاً كبيرا في ميدان الدراسات الفقهية المالكية، نظرا لتشجيع الدولة المرينية للفقهاء، فكثرت بذلك التآليف الفقهية، واهتم الفقهاء كثيرا بشرح أمهات الفقه المالكي “كالمدونة الكبرى” حيث خصوها بعناية خاصة ورجحوها على غيرها من سائر المصنفات في المذهب المالكي، ويتجلى ذلك في كثرة الشروح والاختصارات والطرر التي وضعت عليها والتي تذكرها كتب الطبقات والتراجم بالتفصيل الدقيق، ويذكر الإمام المقري كيف كان وزراء بني مرين «لا يسمحون للقاضي تولي القضاء حتى يكون مستظهرا للمدونة، كما لم يكن مسموحا للفقيه بصعود المنبر إذا لم يكن حافظا للمدونة». وظلت كتب النحو الأساسية التي ألفت في عهد المرينيين تدرس حتى القرن العشرين. من العوامل التي ساعدت على التلاقح الثقافي مع المشرق حرص المرينيين أكثر من الموحدين على تمتين الوحدة الإسلامية مع المشرق حيث تضاعف الاتصال بهذا القطاع عن طريق السفارات، وبواسطة ركب الحجاج، مما كان له دخل - إلى حد ما - في التمهيد لأدب الرحلات إلى الحج. ونبغ العديد من العلماء والفقهاء في العصر المريني، كابن البناء المراكشي الذي ألف في النقد والمنطق والرياضيات، والفقيه والمؤرخ ابن جزي الكلبي الكاتب بالحضرة المرينية لأبي عنان. ويذكر المقّري الأبيات التي كانت مكتوبة على دواة السلطان أبو عنان فارس: 
| السلطنة المرينية | أَنا دَوَاةُ فارس أَبِي عِنان المعتمد حَلَّفْتُ من يكتب بي بالواحد الفَرْدِ الصمد أن لا يَمُدَّ مَدَّةً فِي قَطْعِ رِزْقٍ لِأَحد. | السلطنة المرينية |

### التعليم

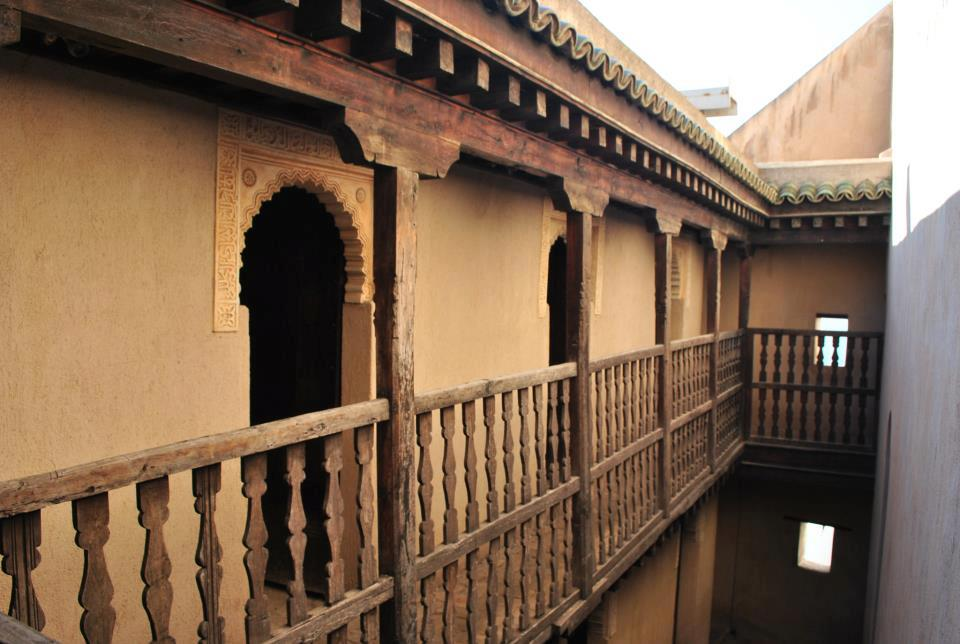
أبواب غرف المدرسة المرينية بمدينة سلا.

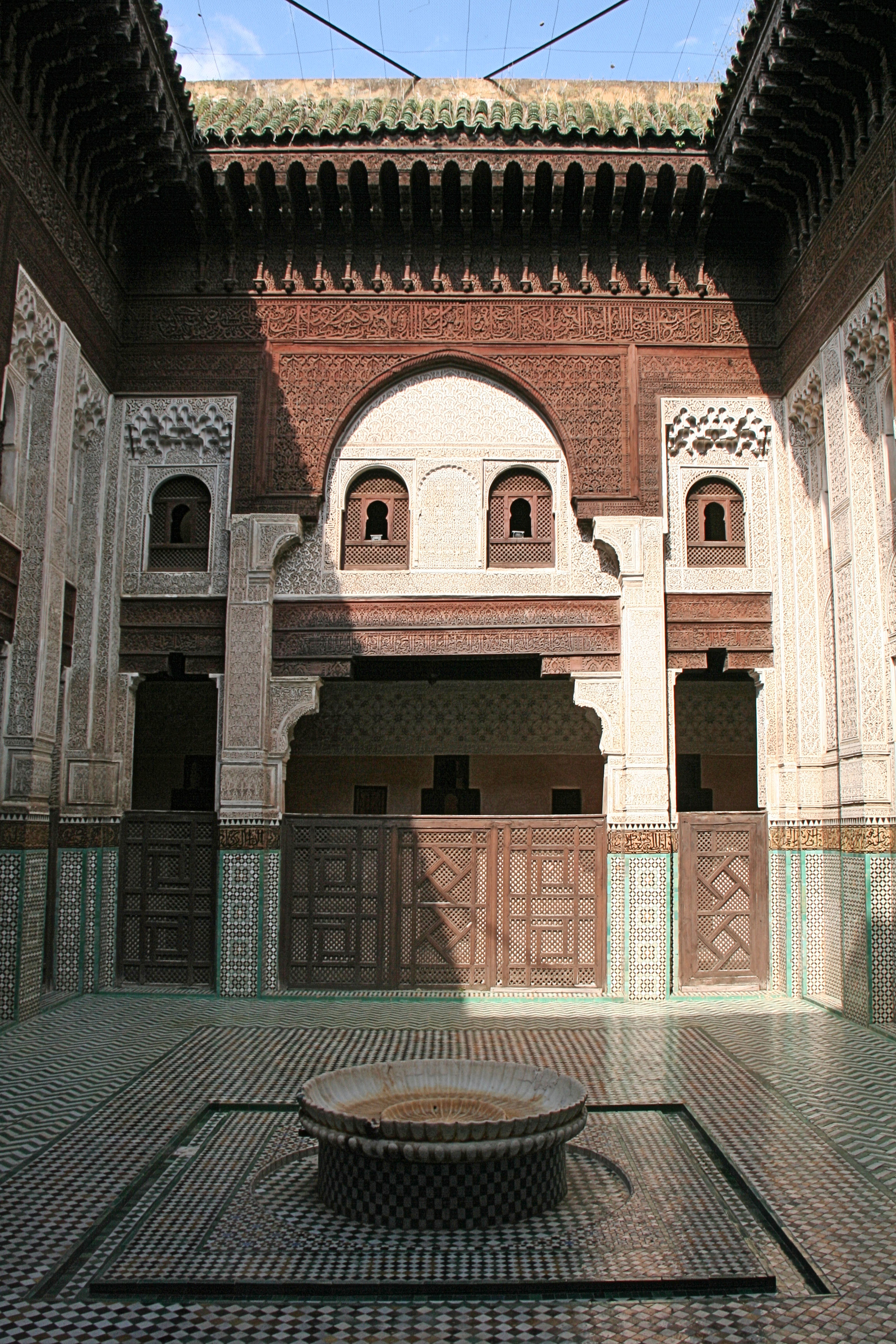
المدرسة البوعنانية بمكناس

اهتمت الدولة المرينية منذ عهد مؤسسها السلطان يعقوب بن عبد الحق بالحركة العلمية من خلال بناء المدارس وتخصيص الرواتب والمؤن للمدرسين؛ فضلاً عن وضع الوقف لهذه المنشآت العلمية لغرض استمراريتها، كما كان السلطان يحتضن الأدباء. ويظهر اهتمام بنو مرين بالكتب في الاتفاقيات والمعاهدات التي أبرموها مع الإسبان، ويذكر المؤرخ ابن أبي زرع كيف اشترط يعقوب بن عبد الحق على وفد حاكم قشتالة سانشو الرابع:
أنشأ سلاطين بنو مرين مؤسسات تعليمية، بها إقامات مخصصة لطلبة العلم ومركز تكوين نخبة الدولة الحاكمة، كما وظفوها في الدعاية السياسية ولتدعيم مشروعيتهم الدينية. وانتشرت هذه المؤسسات بالأندلس تأكيداً لسيرورة «أسْلَمة» مملكة غرناطة النصريّة و«مَغْرَبَتها» خلال عهد السلطان محمد الخامس النَّصْري. ومن أبرز المعاهد التعليمية المرينية المدرسة الجديدة التي بناها السلطان أبو الحسن علي المريني سنة 747 هـ/ 1347 م بمدينة سبتة، وسُميت بالمدرسة الجديدة تمييزاً لها عن المدرسة القديمة أو المدرسة الشاريّة. وكانت سبتة أحد مراكز الثقافة العربية الإسلامية الكبرى في الغرب الإسلامي، وكان لهذه المدرسة تأثيرها المحتمل في تأسيس المدرسة اليوسفيّة بغرناطة. وتم تحويل» المدرسة الجديدة«عقب الاحتلال البرتغالي للمدينة إلى دير للرهبان الفرانسيسكيين، وظلت صامدة في مكانها حتى سنة 1891م، عندما هدمها الاستعمار الأوروبي.
وتحول المغرب المريني إلى نقطة استقطاب فكري، حيث تردد طلاب إمبراطورية مالي على المراكز الفكرية المرينية، نتيجة لسيادة المذهب المالكي في كلا البلدين. واتجه اختيار الطلبة المالنكيين لمركز فاس بين المراكز العديدة التي وصل عددها في المدن إلى ثلاثة عشر، زيادة على المراكز الواقعة في الأرياف، ويرجع تميز مدارس فاس للأسبقية التي أعطاها بنو مرين على باقي المدن، من حيث بناء المدارس وإحداث المكتبات والإنفاق على العلماء والطلبة، ما دفع الكثير من الباحثين اعتبار بنو مرين «المؤسسين الحقيقيين لجامعة فاس». وتمركزت باقي المادرس بتازة ومكناسة، وسلا، وسبتة، وأنفا، وأزمور، وأسفي، وأغمات، ومراكش، والقصر الكبير، وتلمسان، والجزائر، وثلاث بتونس

### العمارة

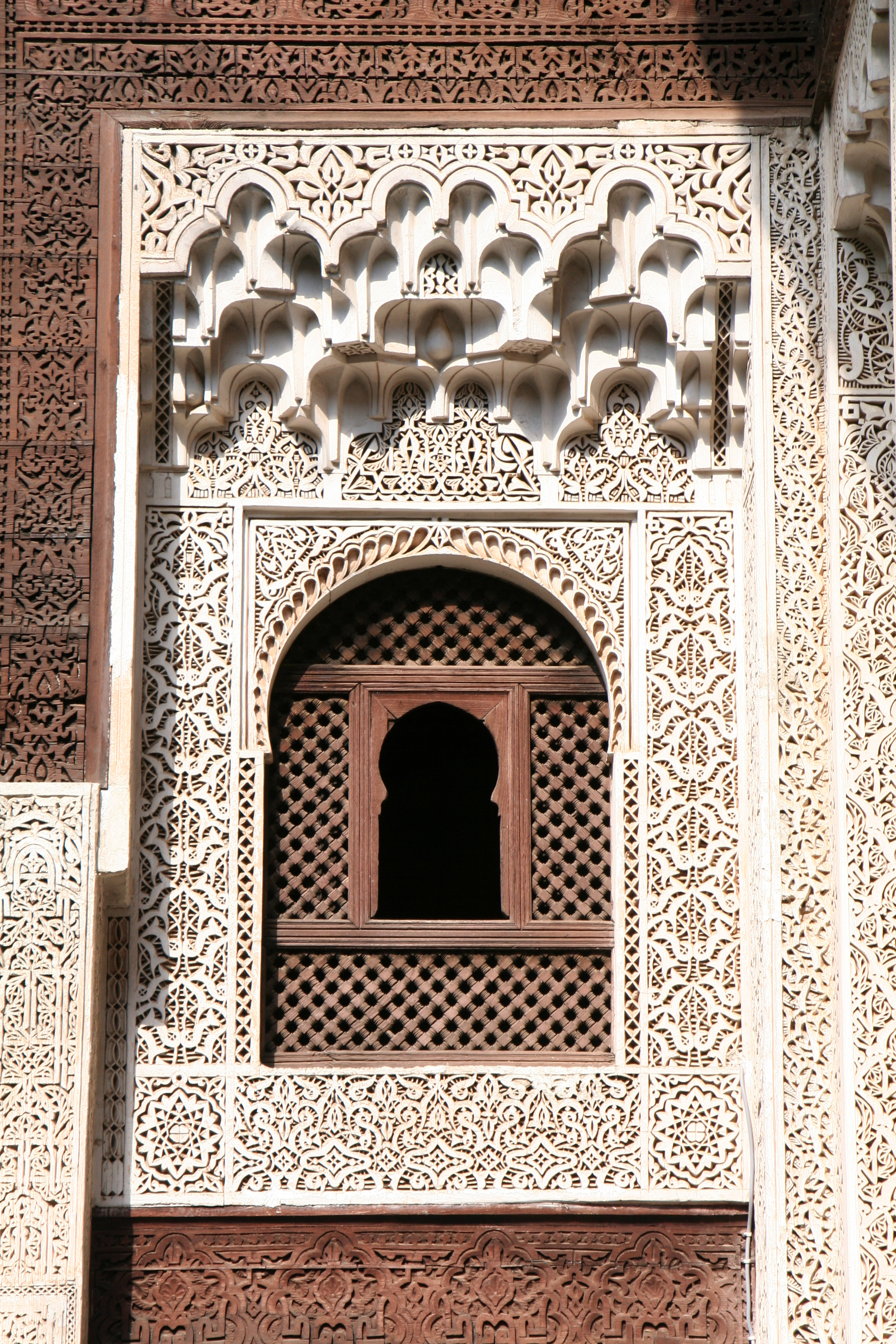
زخارف زهرية وهندسية على الخشب والجبس.

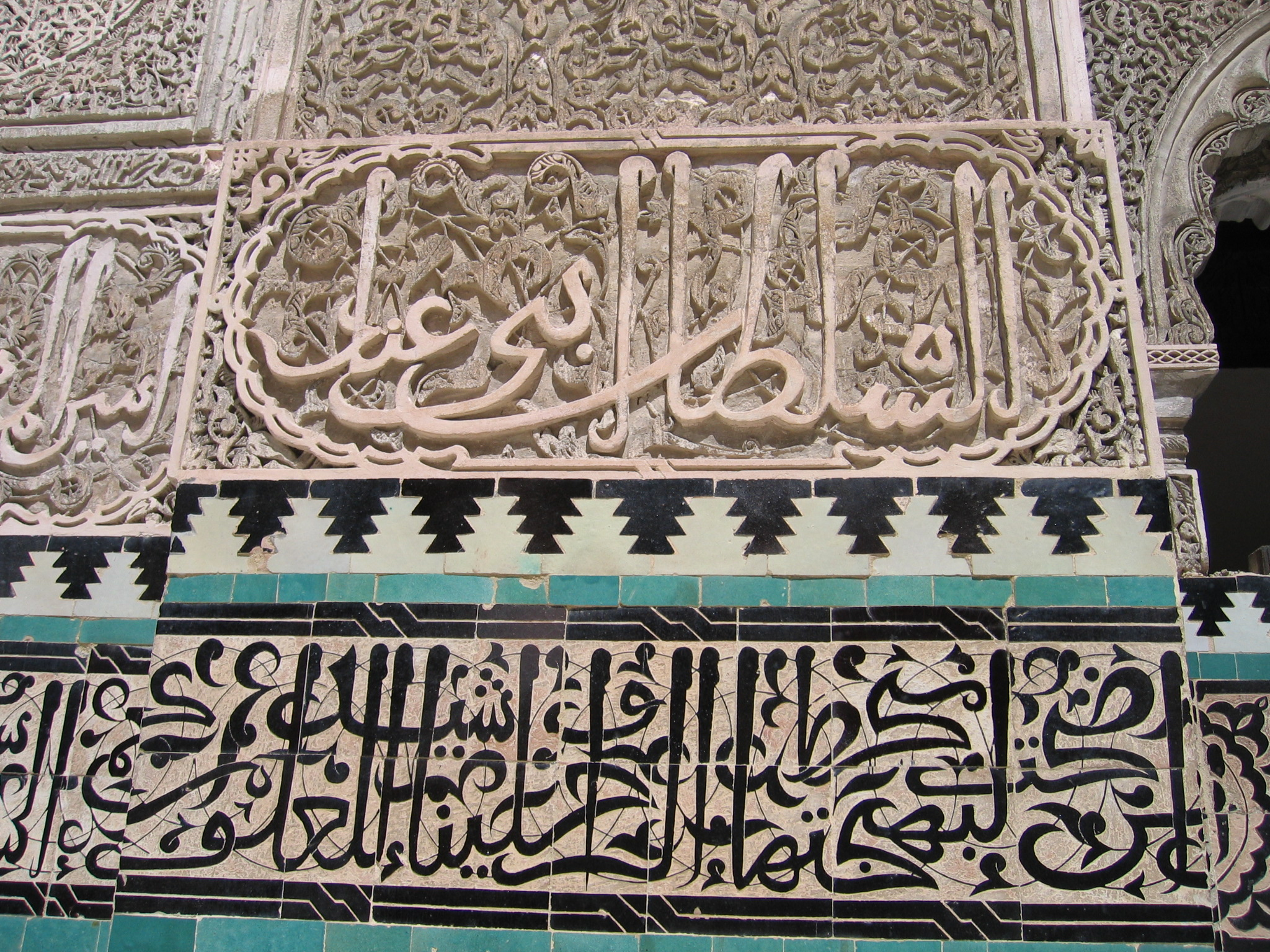
كتابات وزخارف منقوشة على الجبس والزليج.

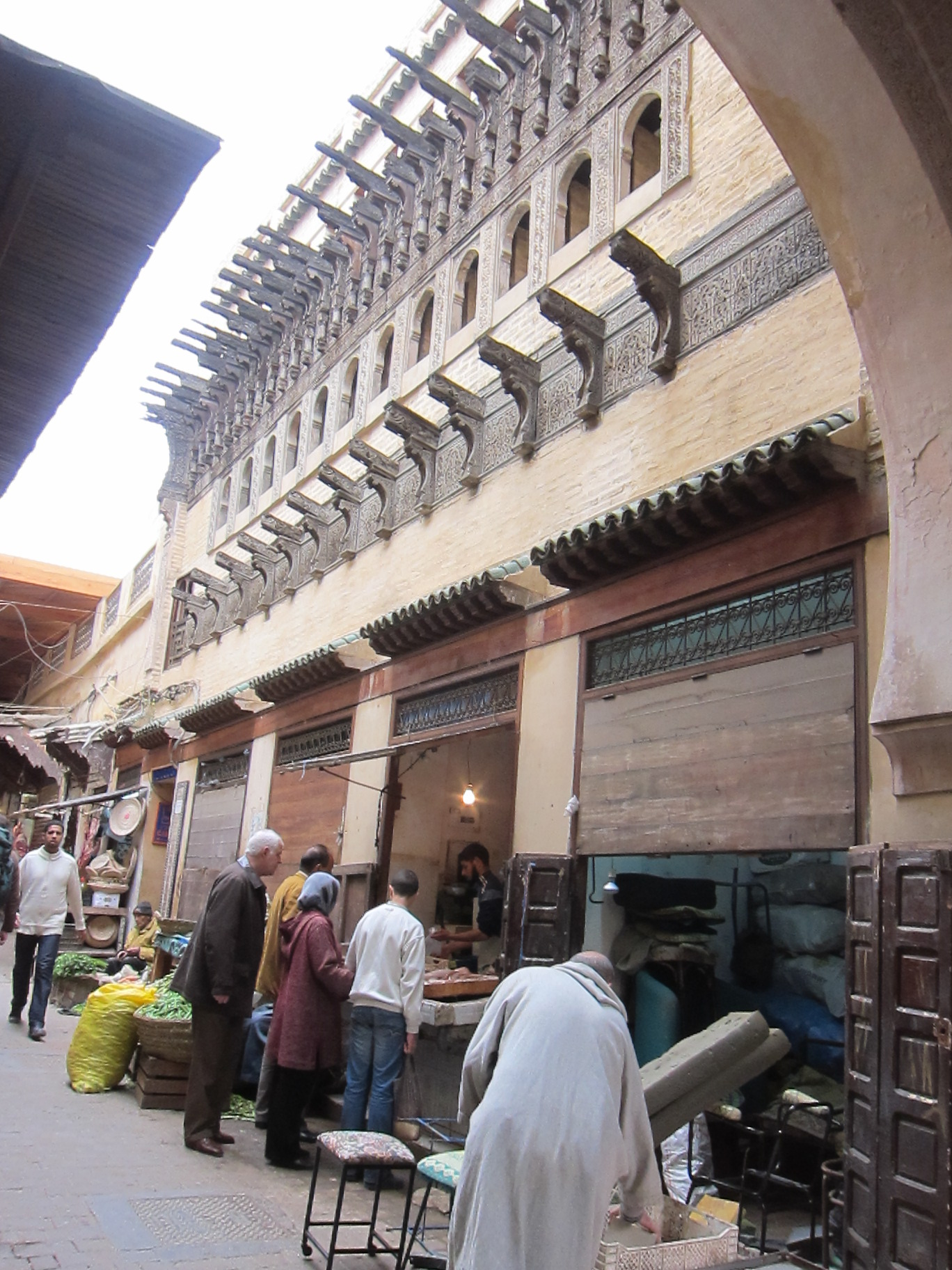
نوافذ مدرسة أبي عنان تطل على أزقة فاس.

اهتم السلطان يعقوب بن عبد الحق بتشييد الأبنية كالمدارس والمارستانات للمرضى والمجانين. ومن إنجازاته الأخرى بناء دار للصناعة الحربية في سلا، وشروعه ببناء فاس الجديد سنة 674 هـ/ 1275م. وشرع السلطان يوسف سنة 696 هـ/ 1299 م بإعادة بناء مدينة وجدة حيث بنى قصبة وداراً للإمارة وجامعا وحماماً. وفي عهد السلطان سليمان أبي الربيع تطور البناء واهتم بالأناقة والرقي، فأدخل الرخام والنقوش فيه؛ فوصلت أسعار الدور إلى مبالغ كبيرة؛ وقد قدر سعر الدار الواحدة بألف دينار من الذهب.
واتبع المرينيون سياسة عمرانية تقوم على «ثنائية المدينة» أو «المدن المزدوجة» مثل: فاس الجديد بفاس البالي، والمنصورة قرب تلمسان، وأفراك قرب سبتة، - والرباط وسلا، وانتهج نفس السياسية عند قرار بناء البنية بشهر يوليو 1279م عقب نجاح المرينيين في فك حصار الجزيرة الخضراء. والغاية من هذه السياسة العمرانية ترسيخ رموز السلطة المرينية، وإبراز قوتها أمام منافسيها وأعدائها على حد سواء. فكانت الغاية من مدينة الْبُنَيَّة «تقوية الوجود المريني بالأندلس عن طريق استخدام المنشآت المعمارية كعناصر دعائية، ورموز لقوة السلطة السياسية، فجاء البناء من خلال ضخامة المنشآت، وقوة الأسوار، ومناعة العناصر الدفاعية، لا ليظهر عظمة المملكة وقوتها ومقدرتها الاقتصادية والعسكرية فحسب، وإنما لإبراز حضور سلطة الأمير، وقدرة دولته التنظيمية والمادية.»

### الموسيقى
نجم عن معركة طريف نزوح عدد كبير من الأندلسيين، الذين كانوا سابقا قد لاجؤا واستقروا بمدينة طريف آتين من مختلف جهات إسبانيا بسبب حروب الاسترداد، فنزحوا مرة أخرى بعد هذه المعركة نحو عدوة المغرب، خاصة البلنسيون الذين هاجروا نحو فاس، فتلقى المغرب أولا أسلوب التأليف البلنسي، الذي ظل سائدا طيلة حكم المرينيين، وعقب سقوط غرناطة على عهد الوطاسيين حدث التمازج بين الأسلوبين البلنسي والغرناطي، وقد أصبح عماد المدرسة المغربية في طرب الآلة. فترعرعت الآلة بجميع طبوعها خلال هذا العصر حتى كان للجيش المريني نفسه في عهد أبي عنان موسيقاه الخاصة به كما كان للأسطول موسيقاه. وكان لليهود ضلع في الاقتباس من الآلة الغرناطية في العهد المريني.
ومن علامات ازدهار الموسيقى في عهد المرينيين، استخدام الموسيقى لعلاج الأمراض العقلية والنفسية، حيث كان يطلب الأطباء من الموسيقيين الحضور مرة أو مرتين في كل أسبوع، «لأن ذلك يفيد في انشراح الصدر وإنعاش الروح، فتقوى ضربات القلب، وتعود الأعضاء الجسمية لتأدية وظائفها». وسادت هذه الظاهرة في العديد من المدن، كمراكش وسلا وفاس، التي حبست فيها أملاك، خصصت مداخيلها لأداء أجرة جوق الموسيقى الأندلسية المغربية، عند عزفهم بالمستشفيات.

## حكام بنو مرين

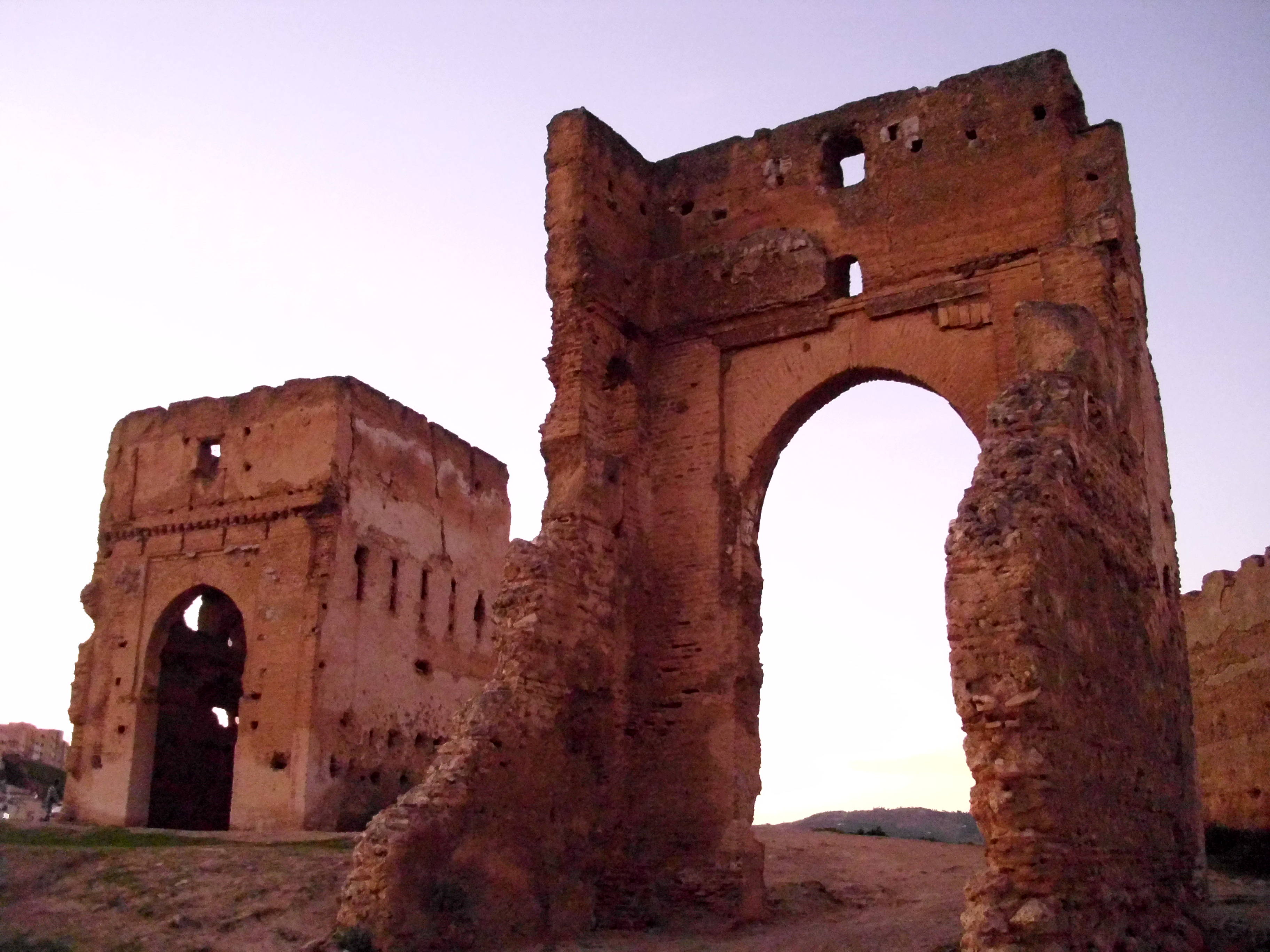
بقايا المقبرة المرينية بهضبة القُلة، وتُعرف عند سكان فاس باسم «قبيبات بني مرين»، تشرف من جهة الشمال على فاس البالي وأسوارها التاريخية. اختير هذا الموقع من طرف السلاطين المرينيين لإقامة مقبرة ملكية، استقبلت خلال الفترة الممتدة من 1361 إلى غاية 1398م جثامين السلاطين والأمراء الذين حكموا بعد أبي الحسن المريني. وهي ثاني أهم مقابر بنو مرين، بعد المقبرة التي أحدثت على أنقاض موقع شالة الأثري بالرباط.

### السلاطين والشيوخ
- عبد الحق الأول (1195–1217)
- عثمان بن عبد الحق (1217–1240)
- محمد بن عبد الحق (1240–1244)
- أبو يحيى بن عبد الحق (1244–1258)
- عمر بن أبي يحيى بن عبد الحق (1258–1259)
- أبو يوسف يعقوب بن عبد الحق (1259–1286)
- أبو يعقوب يوسف الناصر (1286–1306)
- أبو ثابت عامر (1307–1308)
- أبو الربيع سليمان (1308–1310)
- أبو سعيد عثمان بن يعقوب (1310–1331)
- أبو الحسن علي بن عثمان (1331–1348)
- أبو عنان فارس بن علي (1348–1358)
- أبو زيان محمد بن فارس (1358)
- أبو بكر الثاني المريني (1358–1359)
- أبو سالم إبراهيم بن علي (1359–1361)
- أبو عمر تاشفين بن علي (1361)
- محمد الثاني المريني (1362–1366)
- عبد العزيز الأول المريني (1366–1372)
- محمد الثالث المريني (1372–1374)
- أبو العباس أحمد المريني دولته الأولى (1374–1384)
- أبو فارس موسى المريني (1384–1386)
- أبو زيان محمد بن أحمد (1386)
- محمد الرابع المريني (1386–1387)
- أبو العباس أحمد المريني دولته الثانية (1387–1393)
- عبد العزيز الثاني المريني (1393–1396)
- أبو عامر عبد الله بن أحمد (1396–1398)
- عثمان الثاني المريني (1398–1420)
- عبد الحق الثاني المريني (1420–1465)

### الأمراء
الدولة الوطاسية
- 1448-1420 : أبو زكرياء يحيى
- 1458-1448 : علي بن يوسف
- 1459-1458 : يحيى بن أبي زكريا يحيى

## وصلات خارجية
- الدولة المرينية على موقع الموسوعة البريطانية (الإنجليزية)